# Chapelle San Brizio
La Chapelle San Brizio  ou  Cappella Nova est une chapelle située dans le  transept droit de la cathédrale d'Orvieto. La chapelle est connue par le cycle de fresques « Histoires des Derniers Jours »  (en italien : Storie degli Ultimi Giorni) commencé sur les voûtes par Fra Angelico et Benozzo Gozzoli (1447-1449), puis complété et terminé sur les parois cinquante ans plus tard par Luca Signorelli (1499-1502). 
Par l'originalité spatiale et iconographique, et la singularité du thème, la chapelle est unique dans l'art . 

## Histoire

### Édification
La chapelle de San Brizio, ou Cappella Nova, est construite à une époque de profonds changements artistiques et politiques, caractérisée par le passage de puissance de Florence à la papauté romaine, accompagnée par un renouvellement esthétique et symbolique.
L'édification de la chapelle débute en 1396, grâce au legs testamentaire de Tommaso di Micheluccio d'Orvieto qui désire la création d'une chapelle dédiée à la Vierge couronnée (en italien, Vergine Incoronata). Les travaux débutent véritablement en 1408, date où le premier maître d'œuvre, Cristoforo di Francesco de Sienne est documenté ; ils s'achèvent en 1444.
Il s'agit d'agrandir le bâtiment du XIIIe siècle de Lorenzo Maitani, en étudiant les moyens d'intégrer les arcs-boutants qui soutiennent la structure. Presque tout est finalement conservé, avec la même forte épaisseur des murs et avec le masquage de l'arc-boutant à l'intérieur avec un arc en plein cintre à volet très bas, qui sert à délimiter deux chapelles : celle du Saint Corps de Faustino et Parenzo à droite et celle de la Madeleine (appelée plus tard di Gualterio) à gauche. Les travaux sont achevés en 1425.
La chapelle est située sur l'aile droite du transept de la cathédrale d’Orvieto, à l'emplacement de la sacristie et d'une petite chapelle semi-cylindrique, appartenant à la famille Monaldeschi.

### Première étape de la décoration

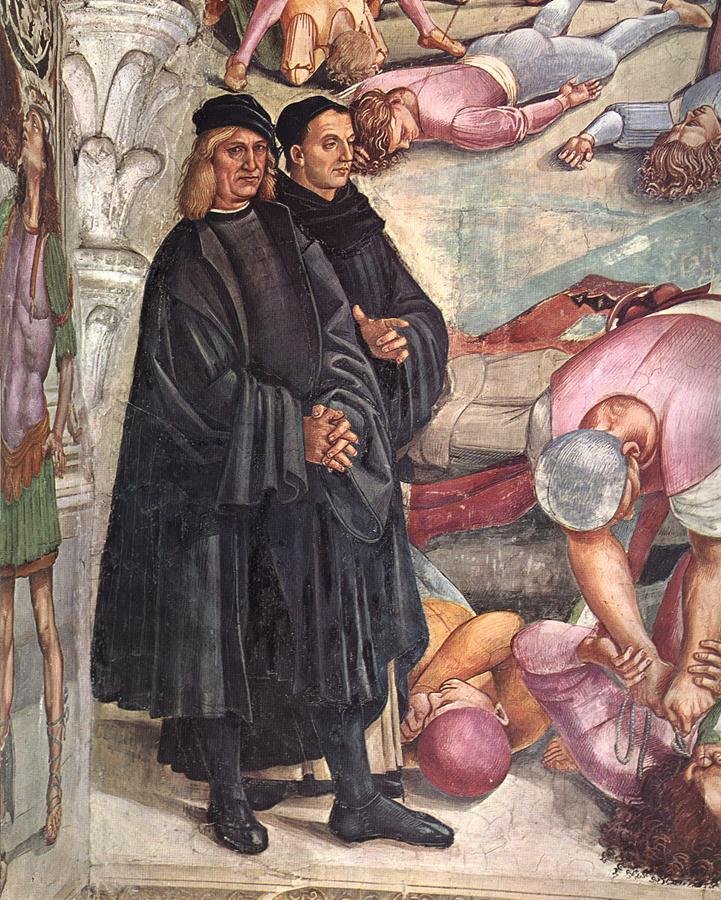
Luca Signorelli et Fra Angelico représentés par Luca Signorelli dans la scène della Predica e fatti dell'Anticristo.

En 1447, l'Opera del Duomo confie la décoration des fresques de la chapelle à Fra Angelico, alors à Rome, au service de Nicolas V. L'artiste florentin, qui avait déjà été contacté l'année précédente par le maître verrier de la cathédrale d'Orvieto Francesco Baroni, est en fait intéressé à s'éloigner de la chaleur estivale romaine, déménageant en juin. Son groupe d'aides,  actif dans la chapelle Nicoline voyage avec lui, comme en témoignent les documents de paiement, parmi lesquels Benozzo Gozzoli, Giovanni Antonio da Firenze et Giacomo de Poli ; le peintre local Pietro di Nicola Baroni rejoint également la ville.
Il semble que le thème des fresques, le Jugement dernier, soit décidé sur les conseils d'Angelico, qui est après tout un frère dominicain bien formé en théologie.
Angelico reste quinze semaines à Orvieto, couvrant quatre fuseaux de deux des énormes voiles de la travée au-dessus de l'autel (Christ juge entre anges et prophètes) et exécutant les décorations des bandes latérales : le fait que deux si vastes espaces soient achevés en trois mois et demi démontre la rapidité d'exécution d'Angelico, avec toutefois un autographe limité du maître, à qui seules certaines parties sont attribuées>. En septembre 1447, Angelico et son entourage partent pour Rome, avec peut-être l'intention de retourner en Ombrie l'année suivante. Cela ne se produit pas et, en 1449, le contrat a déjà été annulé, puisque Gozzoli, dans la ville de juillet à décembre de cette année-là, désormais libéré de son apprentissage, tente en vain d'être réaffecté.
En 1455, pour mieux protéger les voûtes des infiltrations, le toit est surélevé.

### Deuxième étape de la décoration

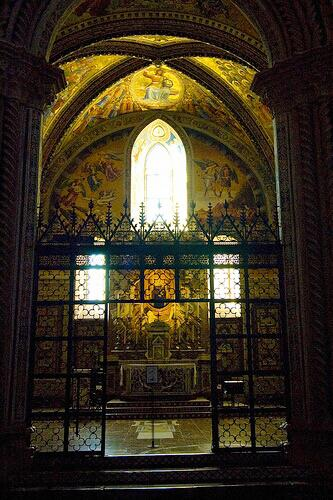
La chapelle.

Le programme décoratif reste stationnaire pendant au moins quarante ans, durant lesquels Antonio del Massaro dit Pastura, pendant près de dix ans, tente de s'entendre avec Le Pérugin dont les demandes sont jugées trop coûteuses. Le 5 avril 1499, la tâche de poursuivre les travaux est confiée à Luca Signorelli, élève de Piero della Francesca, un peintre de Cortone alors actif en Toscane, en Ombrie et dans les Marches. De l'examen de la riche documentation disponible, il ressort que le choix se porte sur lui pour des raisons de commodité économique (le prix proposé est moindre que celui du Pérugin) et pour sa réputation d'artiste efficace et rapide. L’œuvre de Luca Signorelli  est un pont entre les deux périodes. Il est connu pour son habileté et par l'utilisation de la perspective ainsi que l'attention qu’il apporte à l'anatomie, typique de l'artiste de la Renaissance. 
Le contrat est en effet tenu avec diligence : un an plus tard, le 23 avril 1500, les voûtes sont déjà achevées et l'artiste a déjà préparé les dessins du reste du décor « des voûtes vers le bas », qui lui sont confiées quelques jours plus tard pour un coût de 575 ducats. Le thème du Jugement est confirmé, poussé par les troubles causés par la précipitation de la situation politique et sociale italienne dans les années 90 du XVe siècle et par les présages catastrophiques à l'approche du milieu du deuxième millénaire,  des craintes sur la venue de l'Antéchrist et des prophéties qui se multiplient sur la fin du monde. Pour les choix iconographiques, des maîtres en théologie sont expressément consultés, dont l'archidiacre de la cathédrale Antonio Alberi, qui a fait construire exprès à côté de la chapelle, une bibliothèque la fournissant de 300 volumes sur la théologie, la Philosophie, l'Histoire et la jurisprudence.     
Parmi les sources littéraires utilisées figurent certainement les Évangiles, l'Apocalypse de Jean, La Légende dorée de Jacques de Voragine, et aussi les Révélations de sainte Brigitte de Suède, qui ont été imprimées à Lübeck en 1492, et surtout chez Dante, présent dans plusieurs allusions du soubassement. De plus, l'artiste, dans l'élaboration des scènes, doit s'inspirer des estampes allemandes, sinon de l'Apocalypse d' Albrecht Dürer, publiée en 1498, du moins des illustrations de la La Chronique de Nuremberg de Hartmann Schedel publiée à Nuremberg en 1493.    
En 1502, le cycle est achevé dans toutes ses parties, même si les paiements durent au moins jusqu'en 1504.    

### Événements ultérieurs

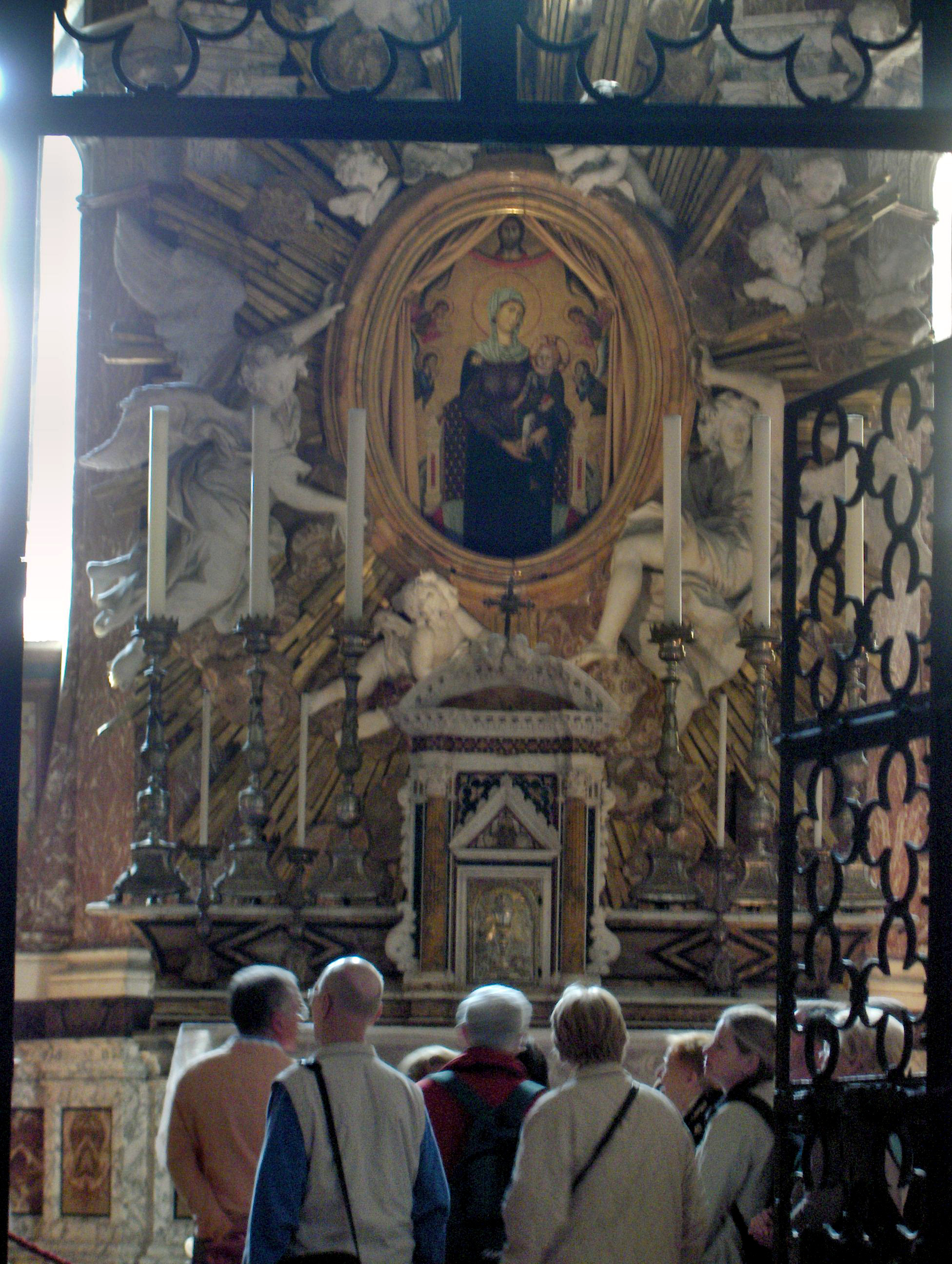
Madonna della Tavola.

La chapelle s'appelle « Nova », étant la dernière exécutée après celle du Corporal, jusqu'en 1622. En 1579, la statue de marbre La Pietà de la Scalza y est placée, elle en est enlevée en 1622 quand la chapelle prend le nom de San Brizio, à l’occasion de l’arrivée dans la chapelle du retable de la Madonna della Tavola ou Madonna di San Brizio, réalisée entre les XIIIe et XIVe siècles, une peinture miraculeuse que l'on croyait avoir été réalisée par saint Luc (évangéliste). Cette relique s'appelait aussi Madonna di San Brizio car en 1464 l'image du saint fut ajoutée à côté de la Vierge, puis supprimée ; il a fini par donner son nom à toute la chapelle, appelée aussi simplement « San Brizio ». 
En 1715, Bernardino Cametti réalise l'autel de la Gloria, en marbre, opus sectile et albâtre, une œuvre de style rococo qui remplace le tabernacle de l'Assunta. L'antependium en velours cramoisi et argent date de 1704 et est l'œuvre du romain Angelo Cervosi. Les six chandeliers d'argent de la table sont l'œuvre de Michele Borgianni (1711-1712), auxquels quatre autres sont ajoutés en 1716. 
Au cours de la même période, la tombe du cardinal Ferdinando Nuzzi est placée à l'intérieur de la chapelle, mais est enlevée par la suite, et la Cappella della Maddalena rénovée.
Depuis la première moitié du XIXe siècle, de nombreux travaux de restauration sont effectués, finalisés dans les dernières années avec la création d'un nouveau système d’éclairage lumineux par le bas.
À gauche de l'autel, sur un socle en bois, une lampe votive en argent et émaux de 1947 (œuvre du graveur Maurizio Ravelli), a été consacrée pour avoir échappé de justesse aux bombardements pendant la Seconde Guerre mondiale.

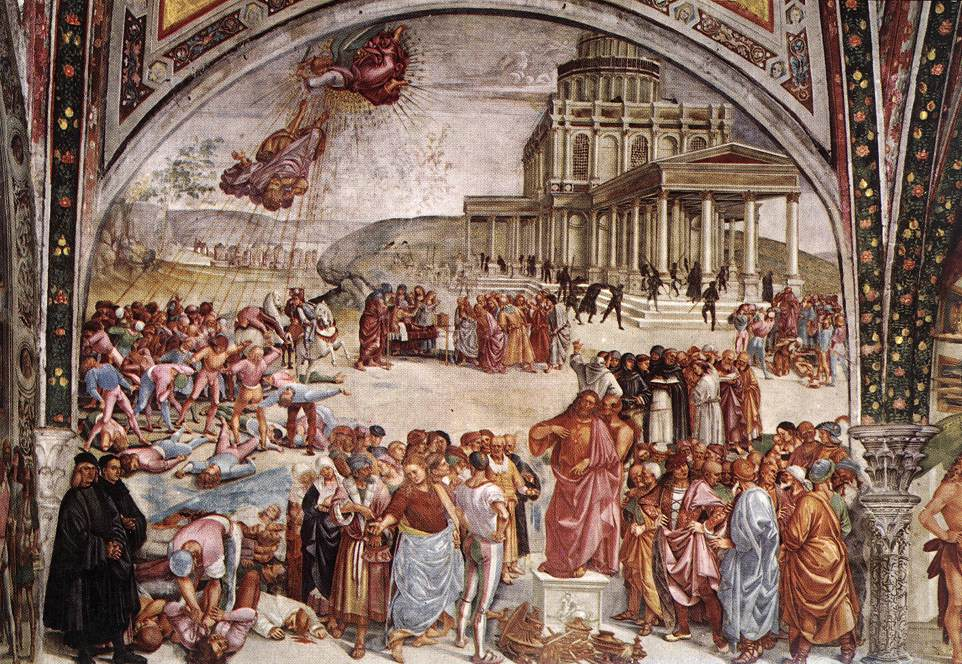
Les Histoires de l'Antéchrist.
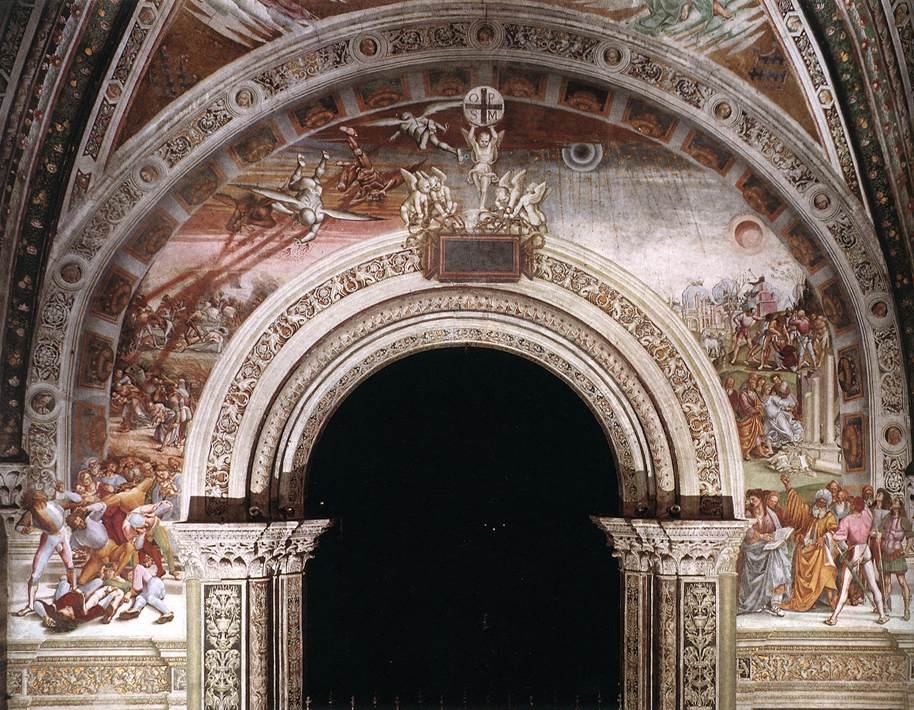
La Fin du Monde.
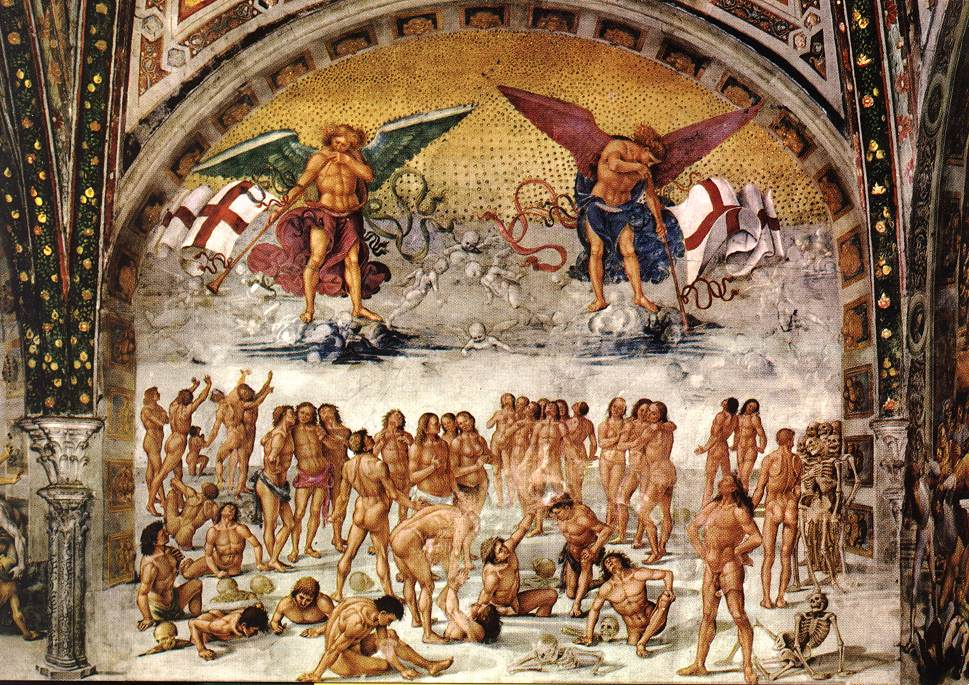
La Résurrection de la Chair.

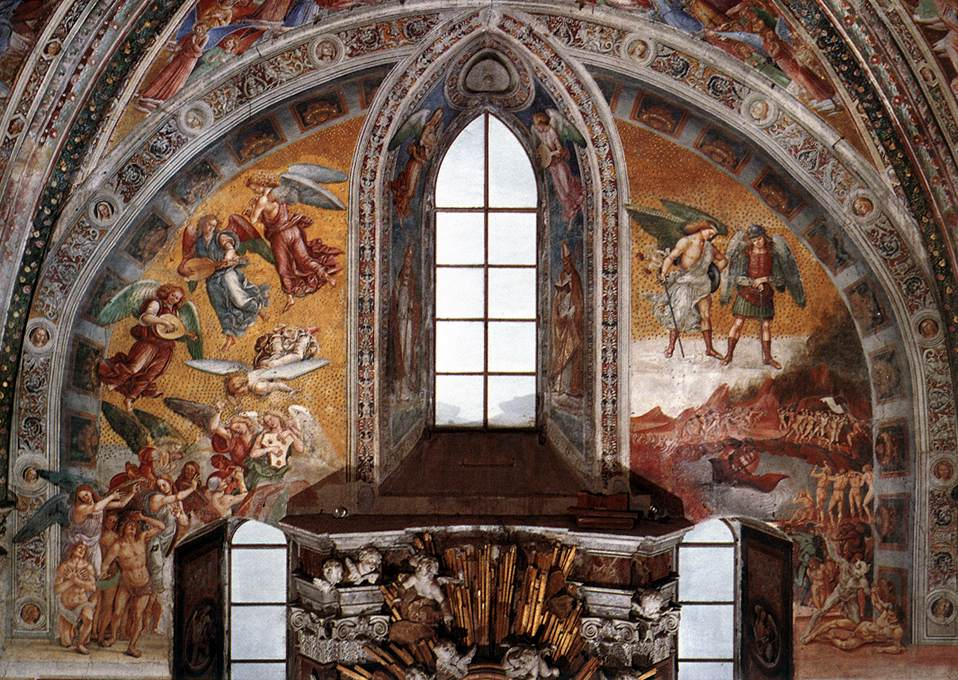
Les Damnés et Les Élus.
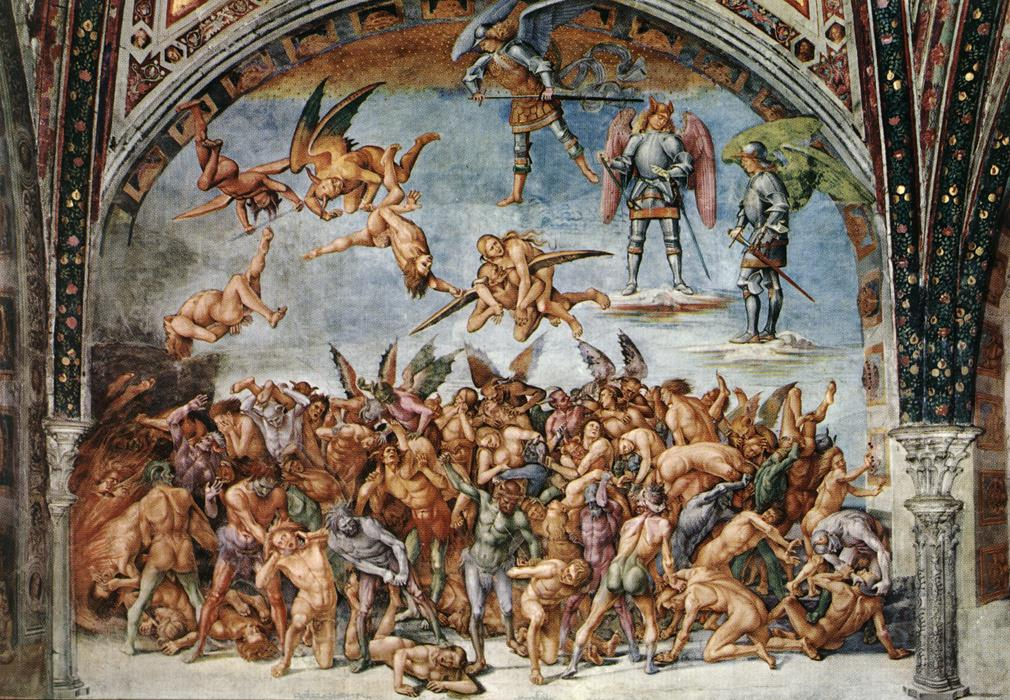
Les Damnés à l'Enfer.
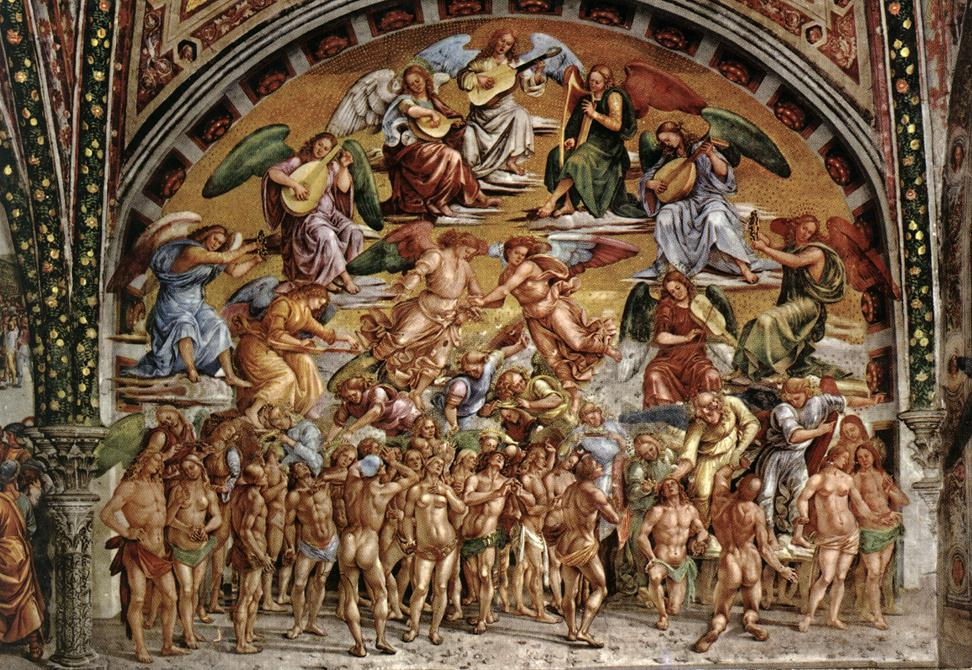
Les Élus au Paradis.

## Architecture et décorations
La chapelle est organisée en deux grandes travées, couvertes de croisées d'ogives, générant six lunettes dont une est en partie occupée par le portail d'entrée et une autre, en vis-à-vis, est divisée en deux demi-lunettes avec une fenêtre gothique qui surmonte l'autel.  
L'arc d'entrée est surmonté d'une grande double rosace gothique et d'une lunette avec des paires d'anges attribuées à Antonio del Massaro, flanquées des statues d'Adam et Ève de Fabrio Toti sous des niches en marbre blanc et rouge de Simone Mosca.  
La chapelle est fermée par un portail en fer forgé de Gismondo di Graziano (1516), réalisé à l'imitation de celui de la chapelle du Corporal.  

## Fresques
Les voûtes sont organisées en voiles à fond d'or, divisés par des nervures à motifs végétaux et par des encadrements de style gothique, à bandes de fond rouge ornées de motifs tirés de la miniature, entrecoupées d'hexagones à têtes.
Les murs sont peints de lunettes dans la partie supérieure, encadrées d'arcs peints à caissons avec rosaces saillantes ; elles sont idéalement reculées d'environ deux mètres, laissant une grande scène à la base des fresques dans laquelle les personnages évoluent comme s'ils sortaient de tableaux. C'est une solution compositionnelle originale qui, bien que non calibrée pour le point de vue abaissé du spectateur, a le mérite de transformer l'architecture gothique de la chapelle en un espace Renaissance, en quadrillant ses mesures comme si elle était aussi large que haute. Signorelli a conçu la chapelle « non comme une boîte, mais comme une sphère dont tous les points ont la même valeur autour du point d'appui représenté par l'homme-spectateur ».
Toutes les ombres sont générées par la même source lumineuse, située en correspondance avec les fenêtres du mur du fond.
Les scènes sont :
- Les Histoires de l'Antéchrist (prédication et faits),
- La Fin du Monde,
- La Résurrection de la Chair,
- Les Damnés[14],
- Les Élus,
- Le Paradis,
- L'Enfer.

Le bandeau inférieur est marqué d'une fausse colonnade de pilastres supportant un entablement peint d'une très riche frise de grotesques sur fond d'or. Le socle est peint de dalles imitant les reliefs des sarcophages romains, entrecoupées des bases des pilastres. Les panneaux sont décorés de partitions grotesques dans lesquelles des fenêtres avec des portraits d'hommes illustres, poètes et écrivains sont insérées au centre. Beaucoup d'entre eux sont représentés de manière à confondre l'œil du spectateur, feuilletant des livres qui semblent sortir du rebord de la fenêtre en raccourci. Certains d'entre eux ont également à proximité des médaillons en  grisaille qui commentent leur travail ou des illustrations de la Divine Comédie.  
Complétant la figure, dans les Ébrasements des fenêtres, se trouvent les archanges Raphaël avec Tobie et Gabriel (à droite), Michel en train de peser les âmes et en train de rejeter un démon (à gauche) et les saints évêques  Brizio et Costanzo, protecteurs d'Orvieto (au centre), tandis que dans la petite chapelle créée dans l'épaisseur du mur latéral se trouve une Lamentation sur le Christ mort entre les saints Modèle:Pietro Parenzo et Faustino.  
L'effet général est de la plus haute implication du spectateur, qui a la sensation d'entrer dans la scène peinte comme faisant partie de celle-ci.  
D'un point de vue pictural, le cycle montre une qualité fluctuante et une certaine complexité théâtrale, qui est cependant contrebalancée par des idées figuratives d'une efficacité redoutable, souvent des nouveautés absolues pour l'art italien. Si la vue d'ensemble peut paraître tumultueuse et confuse, le génie de Signorelli comme « inventeur » et « illustrateur », comme le définissait Bernard Berenson, se laisse parfaitement comprendre dans le détail.    

### Voûte

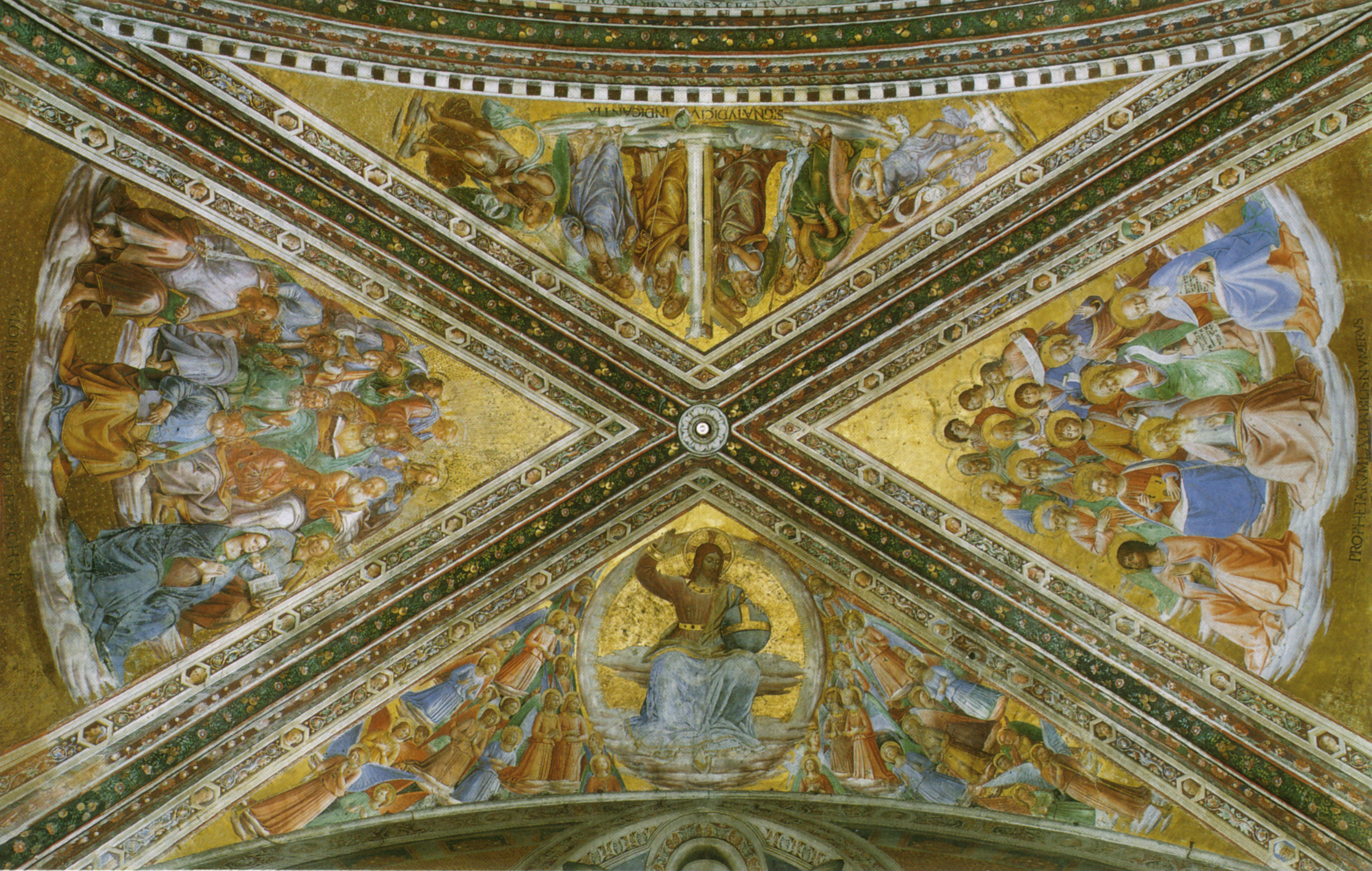
Fra Angelico, première travée.

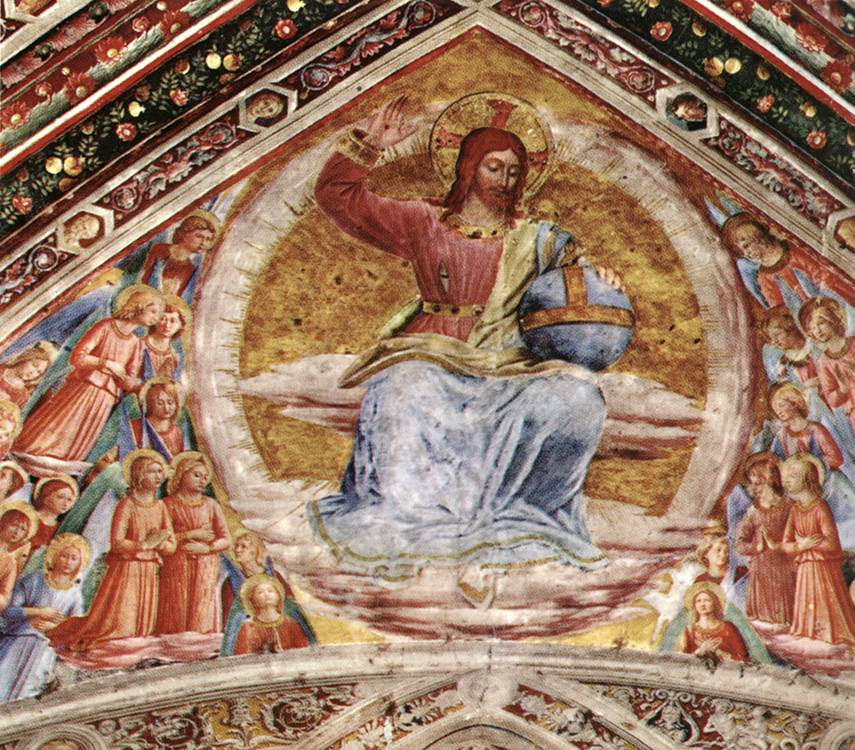
Fra Angelico, Christ juge parmi les anges.

La voûte est divisée en huit voiles, délimitées par des bandeaux décoratifs à motifs végétaux. Celui au-dessus de l'autel avec le Christ juge parmi les anges et celui immédiatement à droite avec Seize Prophètes (dans le cartouche « Prophetarum laudabilis number ») sont de Fra Angelico. La figure plutôt abîmée du Christ, un groupe d'anges à gauche et quelques prophètes assis seraient des autographes du maître. Gozzoli se voit plutôt attribuer les bordures décoratives avec des têtes, dont une ressemblant à un précieux dessin avec La Tête d'un jeune ecclésiastique de la Royal Collection du château de Windsor (n. 12812) ; parmi ces têtes il y a aussi celles d'un jeune homme blond, un garçon avec un turban, un jeune homme regardant hors de l'hexagone, une petite fille avec un bonnet et enfin un autoportrait de l'auteur. L'attribution d'autres pièces à Gozzoli, comme beaucoup des anges proches du Christ et de trois prophètes, fait l'objet de polémiques parmi les critiques.
Fra Angelico et son groupe sont également responsables des bandes décoratives sur les membrures et dans les voiles de l'autre travée.
Toutes les autres voiles sont de Signorelli, qui a représenté les :
- Apôtres (« Gloriosus Apostolorum chorus »), première travée à gauche
- Symboles de la Passion et annonce du Jugement avec des anges (« Signa iudicium indicantia »), première travée vers l'entrée
- Martyrs (« Martyrum candidatus exercitus »), deuxième travée vers l'autel,
- Patriarches (« Nobilis Patriarcharum cetus »), deuxième travée à gauche,
- Docteurs de l'Église (« Doctorum sapiens ordo »), deuxième travée à droite,
- Vierges (« Castarum Virginum cohors »), deuxième travée vers l'entrée.

Le rendu pictural entre les scènes de Fra Angelico et celles de Signorelli est très différent : le premier a placé dans la décoration du mur le même souci du détail et la même finesse qu'il employait dans les œuvres sur table, négligeant qu'il fallait être vu à quinze mètres de distance, puisqu'à l'époque, selon une approche idéologique typiquement médiévale, la peinture était encore avant tout une offrande à Dieu, qui était donc le destinataire des scènes ; pour Signorelli, en revanche, tout est désormais lié au spectateur, avec une qualité plus expéditive, qui permet aussi de répondre aux demandes des clients.

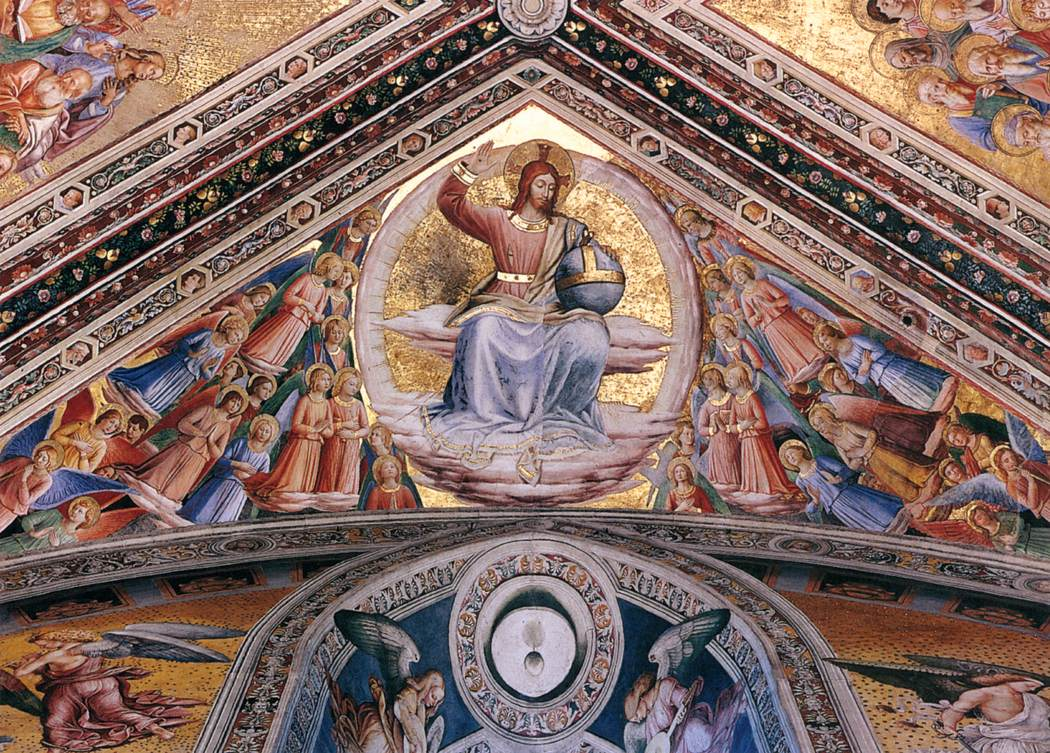
Fra Angelico et aides, voile du Christ juge.
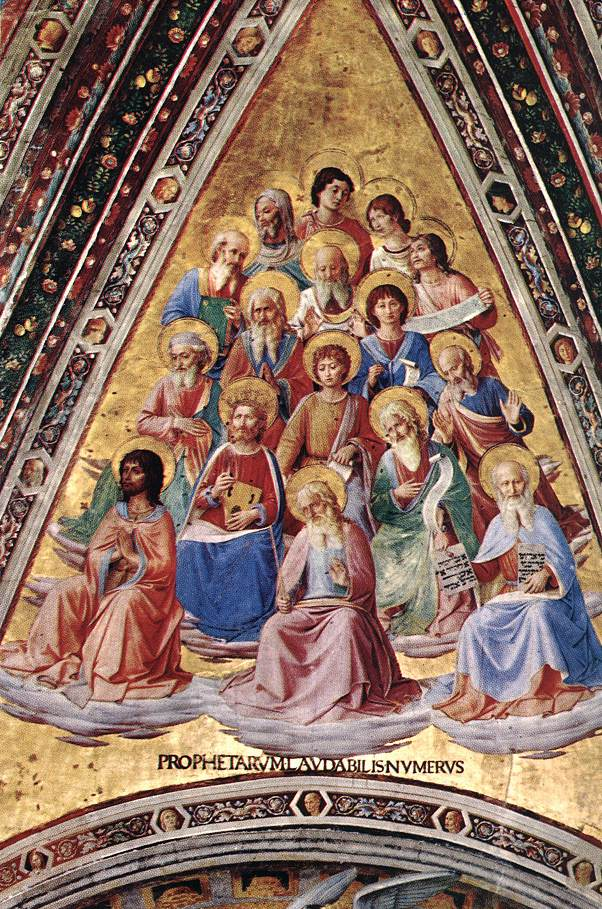
Fra Angelico et aides, Prophètes.
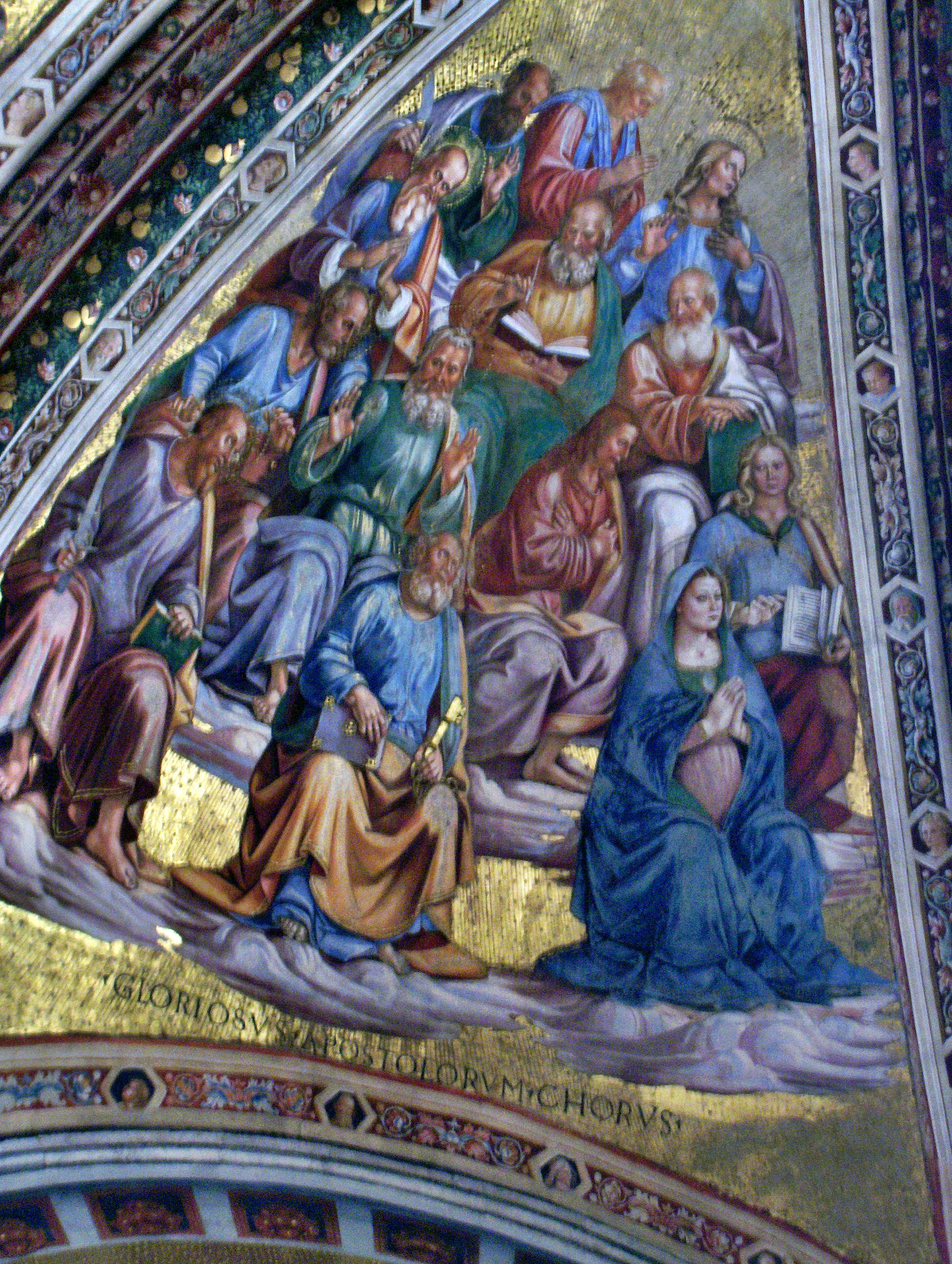
Signorelli, Apôtres.
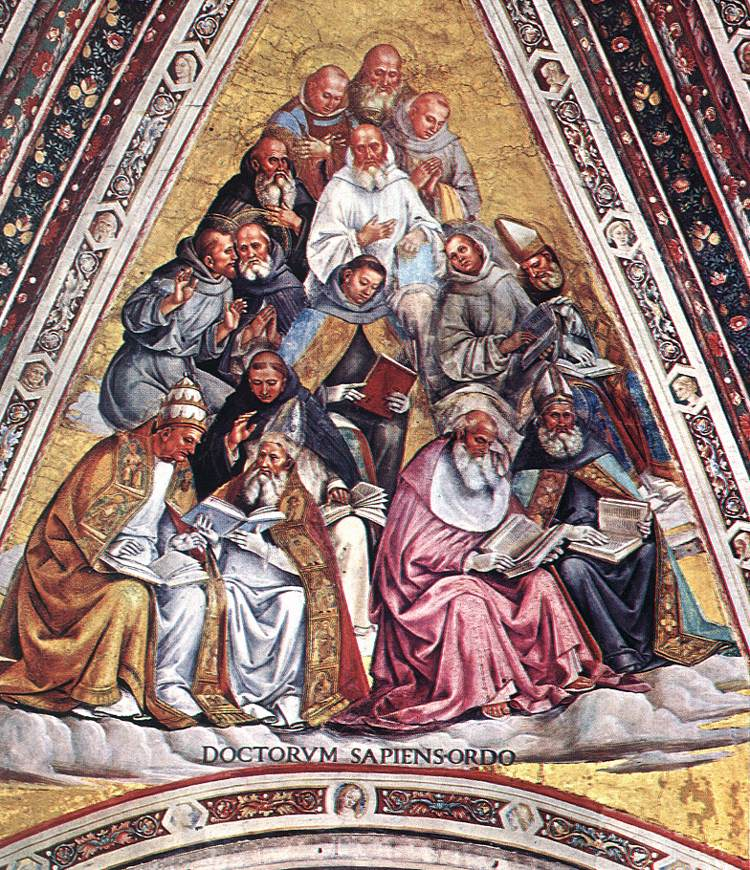
Signorelli, Docteurs de l'Église.

### Les Histoires de l'Antéchrist (prédication et faits)

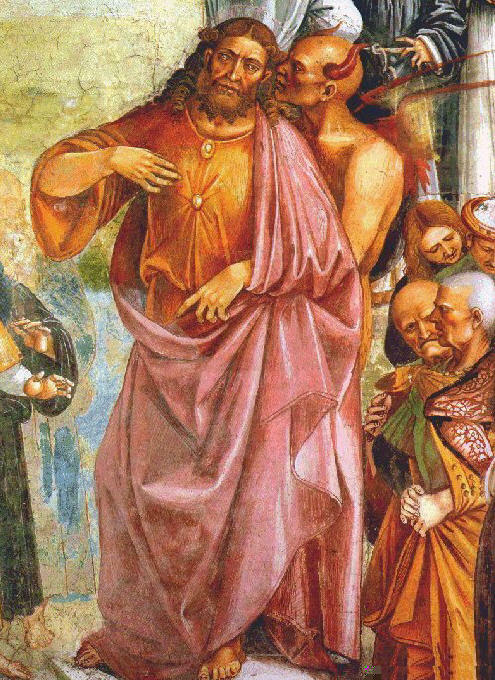
L'Antéchrist et le Diable.

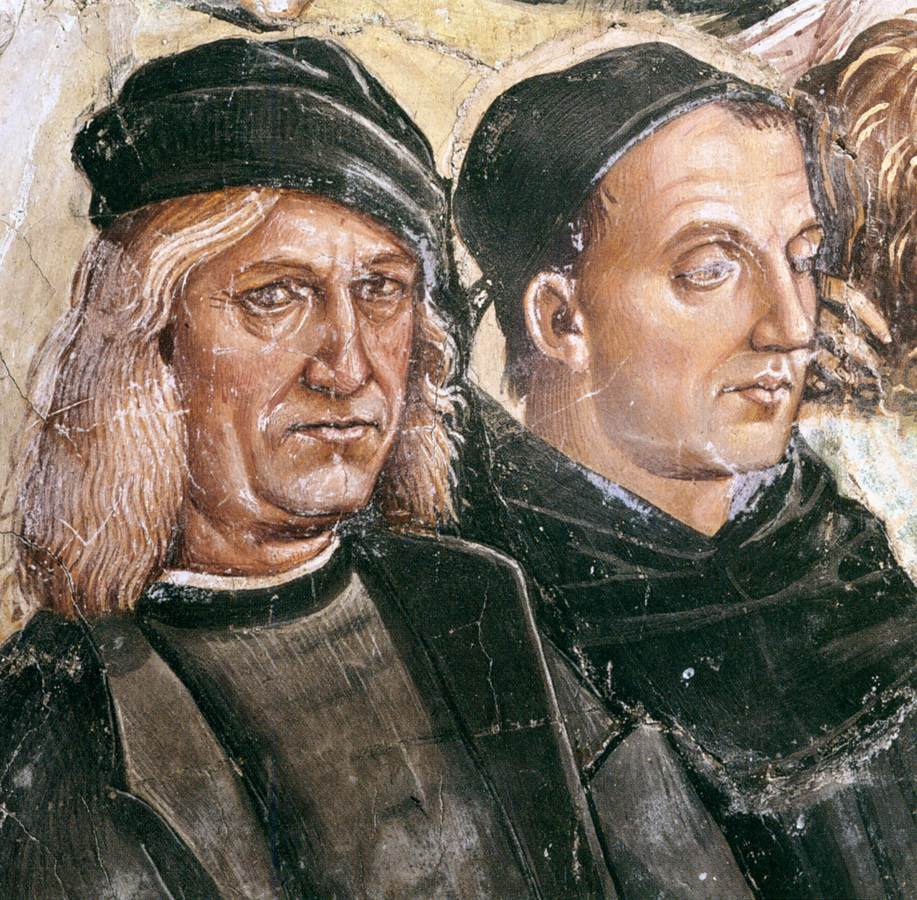
Luca Signorelli et Fra Angelico, détail.

Le cycle commence par la lunette de la Prédication et des faits de l'Antéchrist, la première à gauche de l'entrée. C'est un cas unique dans l'art italien de la représentation dans un style monumental de la légende de l'Antéchrist, tirée du De ortu et tempore Antichristi, un texte lié à l'attente angoissée de l'an 1000 attribué diversement, et de La Légende dorée. La venue de faux Messies se retrouve aussi dans les paroles prophétiques sur les Derniers Jours de l'Évangile selon Matthieu (24, 5-10).
L'Antéchrist se dresse sur un piédestal au premier plan, prêchant à la foule. Il ressemble à Jésus par les traits, mais est ému par le Diable qui lui suggère les paroles à l'oreille et guide ses gestes comme un pantin :  l'invention du bras de Satan qui « entre » dans celui de l'Antéchrist comme s'il s'agissait d'un gant, est une réussite. Une foule variée l'entoure, qui a accumulé de riches cadeaux à ses pieds et semble déjà corrompue par ses paroles : à gauche un homme commet un massacre odieux, une jeune femme reçoit le prix de la prostitution d'un vieux marchand et d'autres hommes se caractérisent par des attitudes audacieuses.
Les personnages ont des vêtements contemporains et Giorgio Vasari y a reconnu divers portraits : César Borgia (à l'extrême gauche, avec un chapeau rouge, une barbe et des cheveux blonds), Pinturicchio, Paolo et Vitellozzo Vitelli, Gian Paolo Baglioni et Orazio di Giampaolo Baglioni, l'héritier des Monaldeschi (à droite du piédestal avec les mains sur les hanches), Enea Silvio Piccolomini (l'homme chauve et corpulent). Beaucoup ont lu une référence directe aux événements contemporains de liés à Jérôme Savonarole, un prédicateur qui a mis le feu à la ville de Florence par son ardeur religieuse avant d'être condamné comme hérétique par Alexandre VI et envoyé au bûcher le 23 mai 1498 : après tout, malgré l'accusation controversée, Orvieto est restée une ville fidèlement papiste, donc disposée à accepter un tel message, et Signorelli lui-même, déjà protégé par les Médicis, n'a certainement pas vu d'un bon œil le renversement démocratique à Florence attisé par le frère. Comme preuve de l'identité entre Savonarole et l'Antéchrist, il existe aussi un passage de l'Apologie de Marsile Ficin (1498), dans lequel Savonarole est défini comme un « faux prophète ».
L'arrière-plan montre un paysage très large et profond, dominé par un immense bâtiment classique, avec une perspective déformée. Il s'agit probablement d'une représentation du temple de Salomon à Jérusalem et donc de l'Église elle-même. C'est un bâtiment avec un plan central à quatre pronaos, qui en plan prennent la forme d'une croix grecque, avec une double lanterne au centre et, probablement, un dôme qui dépasse l'espace pictural. Toute la base du temple est animée par des soldats noirs, petits personnages ajoutés à sec après la peinture à fresque.
Même en arrière-plan, il y a des horreurs et des merveilles qui clarifient le message de la scène principale, avec une corrélation narrative vivante. A droite, l'Antéchrist ordonne les exécutions capitales d'Hénoch et d'Élie, tandis qu'au centre, il accomplit un miracle en ressuscitant un mort pour valider sa fausse identité. Un peu en dessous, la résistance est représentée par un groupe de religieux qui, consultant les Saintes Écritures, reconnaissent sa fausse figure et s'accrochent par la prière et la foi comme dans une citadelle compacte. Peut-être, réalisant l'accomplissement des prophéties, comptent-ils les derniers jours, les 1290 jours de règne antichrétien prophétisés par Daniel (prophète).
À gauche, enfin, se déroule l'épilogue de l'histoire de l'Antéchrist, avec Michel (archange) qui le frappe dans le ciel avec l'épée, le faisant tomber, et envoyant une série de rayons de feu qui tuent ses partisans.
C'est la meilleure scène de tout le cycle, du moins en termes d'originalité narrative et d'évocation fantastique : celle-ci est scellée par la présence, à l'extrême gauche, de deux personnages en costume noir qui représentent, selon la tradition, l'autoportrait de Signorelli et, derrière lui, un portrait de Fra Angelico en habit dominicain. Signorelli porte un chapeau et une cape noire, des vêtements de haut rang, et est dans la cinquantaine, vif et beau, comme décrit par Vasari qui l'avait connu personnellement à un âge précoce. Pietro Scarpellini, historien d'art, écrit que sa présence en marge de la scène ressemble à celle d'un metteur en scène satisfait du succès de son spectacle et se présentant au public pour recevoir les applaudissements.

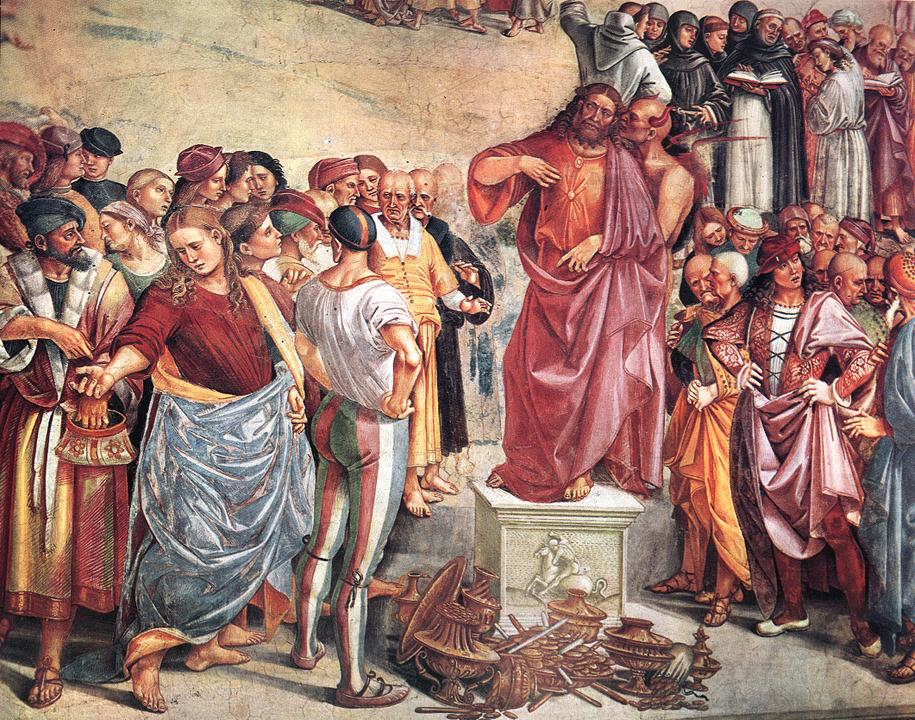
Le sermon, détail.
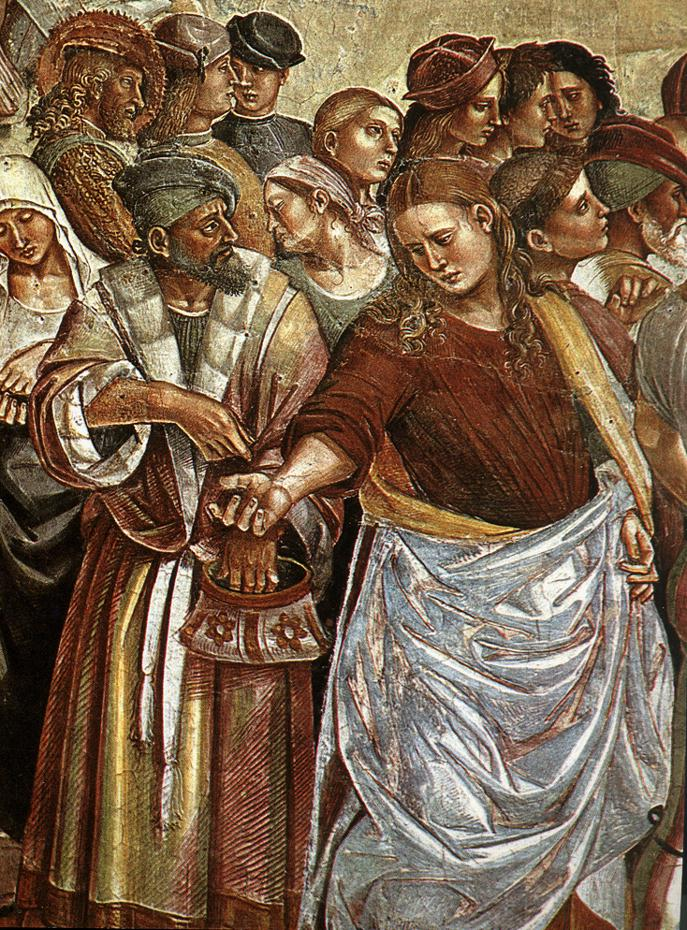
La prostituée, détail.
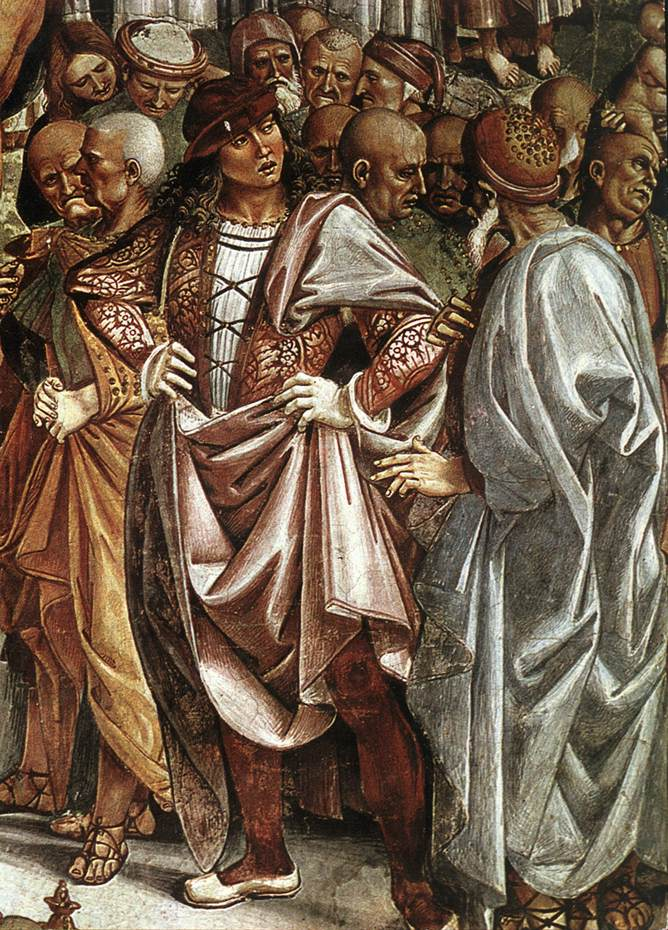
Le jeune Monaldeschi, détail.

### La Fin du Monde
Sur le mur d'entrée, rendu étroit par l'arc d'entrée, se trouve la scène de La Fin du Monde, dominée au centre par un putto portant l'emblème de l'Opera del Duomo (OPSM) et divisée en deux groupes narratifs.
Dans le coin inférieur droit, au premier plan, la sibylle d'Érythrée feuillette son livre prophétique avec le prophète David, notant la vérité des prédictions et l'avènement du Dies iræ. Derrière eux, un tremblement de terre fait s'effondrer un temple et les brigands triomphent dans l'anarchie, déshabillant trois jeunes hommes. Au loin, un déluge biblique arrive pour soulever les navires sur les vagues, qui sont sur le point de s'écraser sur la ville ; dans le ciel, le soleil et la lune sont assombris de manière inquiétante.
À gauche les événements surnaturels commencent, tandis qu'au loin les guerres et les meurtres se multiplient. C'est l'arrivée de démons ailés monstrueux, dont les mains et la bouche libèrent une pluie de feu, qui enveloppe une multitude de personnes terrifiées, qui se déversent sur le public en dehors de la limite de l'arc peint. L'enchevêtrement de sept jeunes gens au premier plan, en habits clairs, morts ou en train de succomber, suivis de deux mères avec leurs enfants et d'un groupe de jeunes et vieux, est particulièrement efficace et bien conservé. Ils montrent l'épilogue d'une catastrophe annoncée.

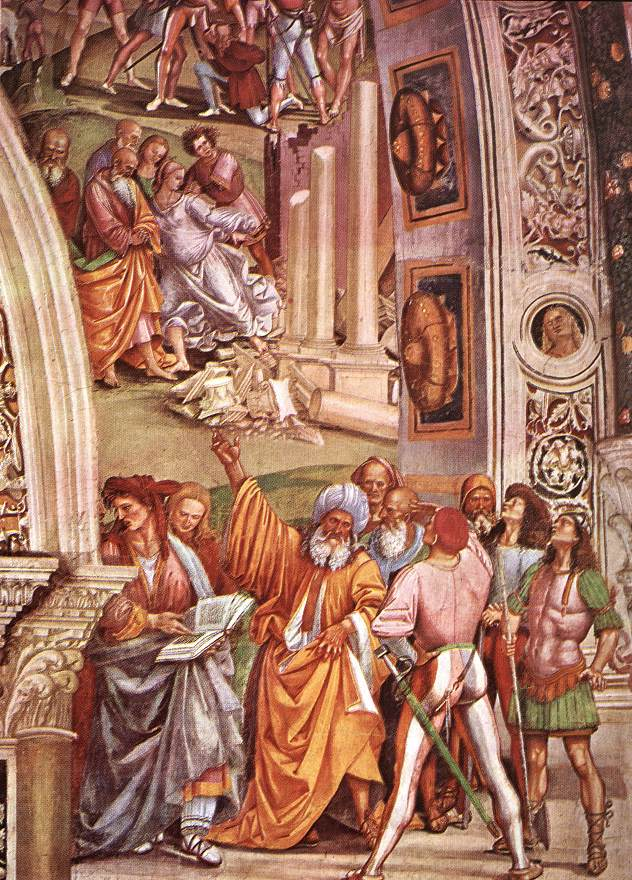
Contrôle des prophéties.
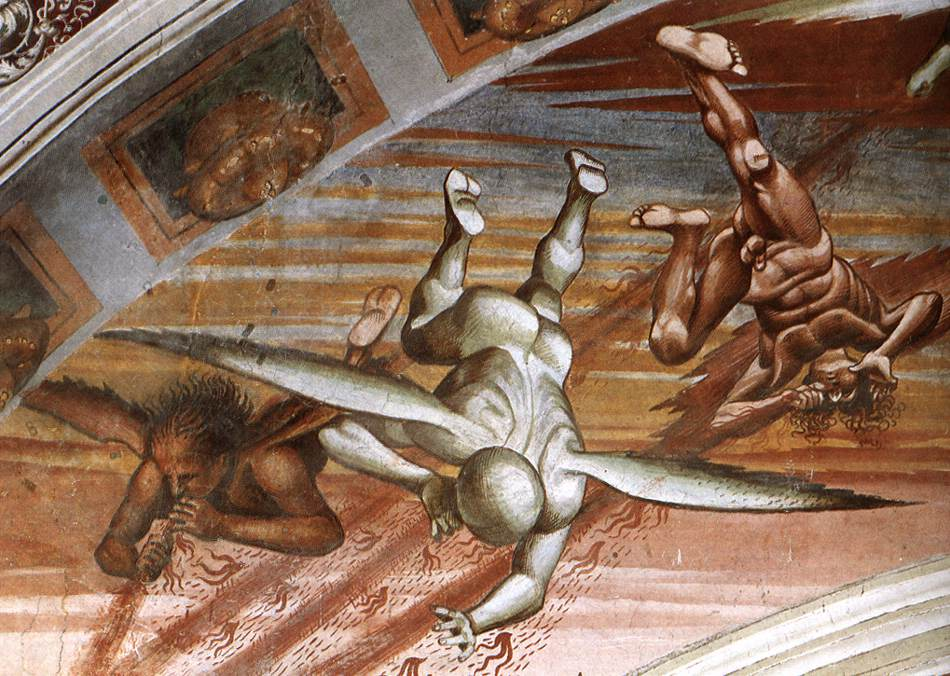
Chute des anges rebelles.
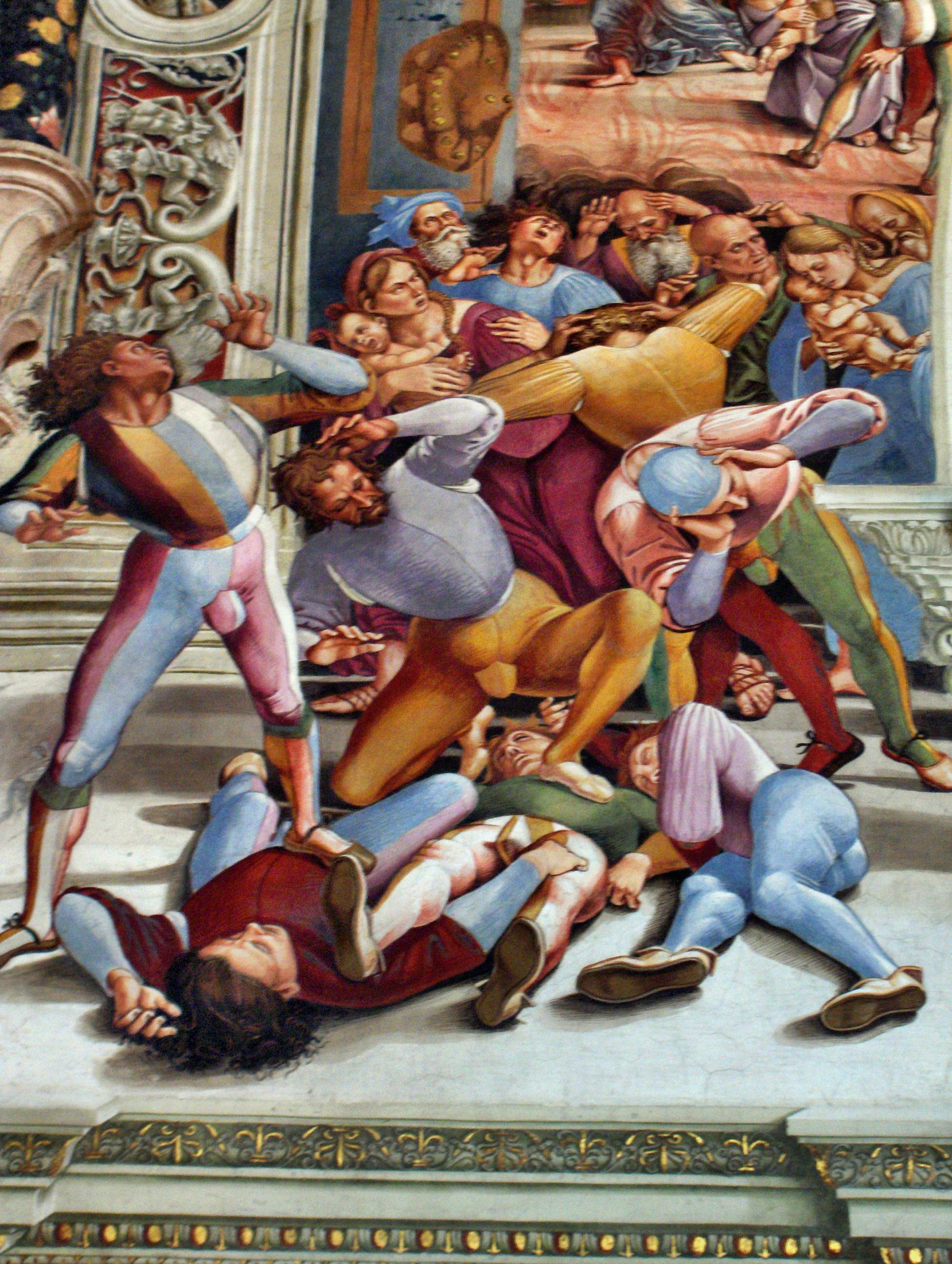
Extermination.

### La Résurrection de la chair
La scène de La Résurrection de la chair se trouve à droite de l'entrée. Sous les sons impétueux des trompettes de deux anges au drapeau croisé, entourés de rubans flottants et de nuages composés d'anges monochromes, se produit la résurrection des morts, que Signorelli a conçue de manière originale : au lieu de sortir des tombes, les morts évoluent en glissant sur un sol blanc et lisse, comme de la glace. Suivant les préceptes théologiques, il peint des squelettes qui retrouvent peau et muscles en se réincarnant en jeunes gens en pleine vigueur physique, ayant la trentaine. À l'extrême droite, une transformation est en cours, avec un squelette recouvert de peau mais n'ayant pas encore de muscles. À droite, un curieux est nu de dos, qui dialogue avec les squelettes, tandis qu'à gauche des jeunes ressuscités improvisent une danse festive. Certains nus, comme celui qui a les mains sur les hanches, à droite, étaient autrefois recouverts dans leurs parties intimes de voiles ajoutés à sec, désormais presque invisibles.
La partie supérieure du tableau est occupée par un ciel doré recouvert de pastilles de cire recouvertes de feuilles d'or, qui ont été appliquées une à une (en préservant les empreintes digitales de la personne qui les a posées). Quelques figures esquissées sur le mur sont encore visibles, probablement les dessins préparatoires que Signorelli a fait pour montrer ses idées aux clients.

Détails.
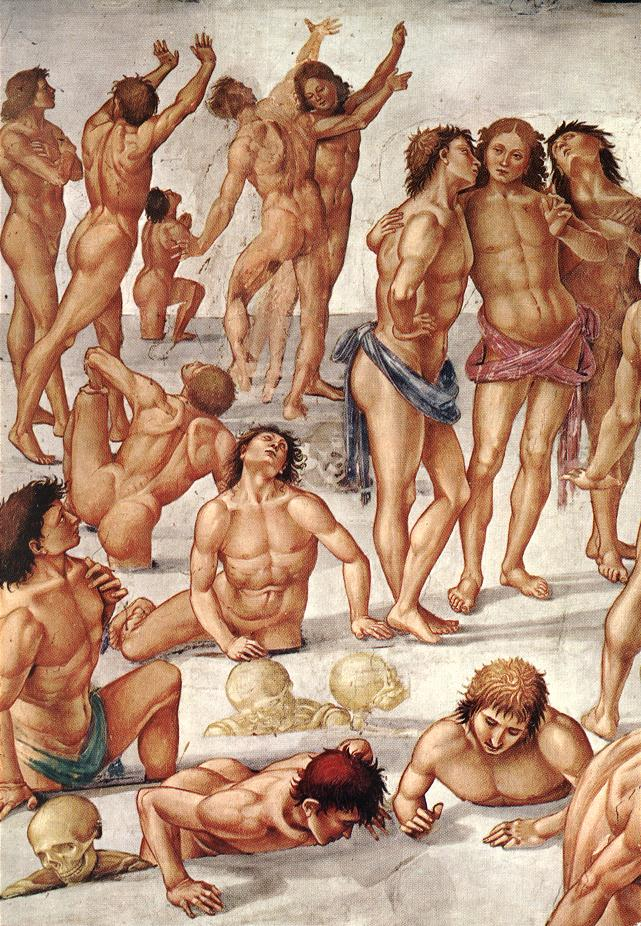
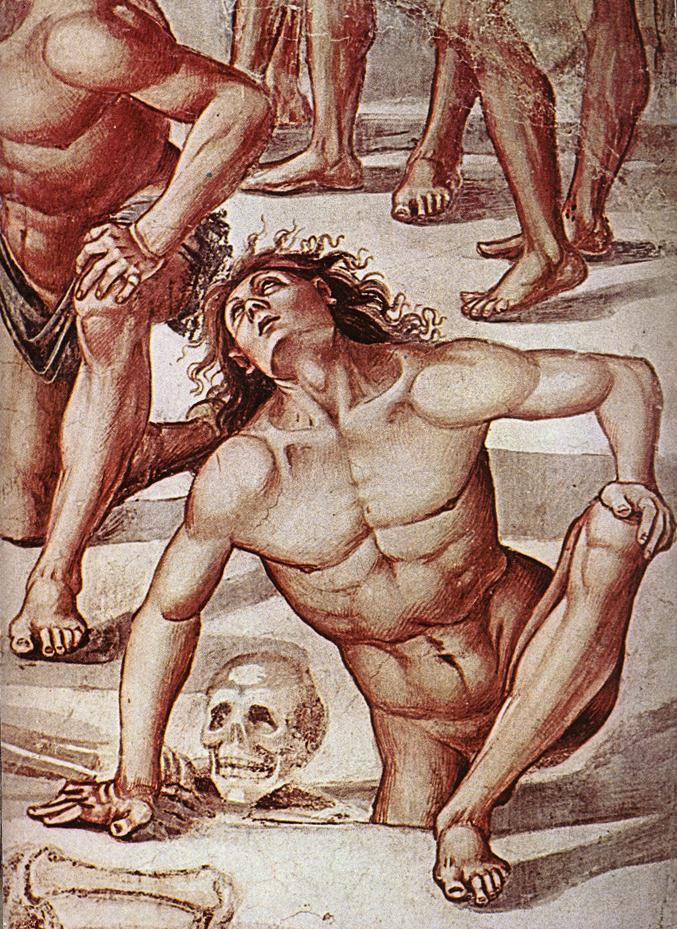
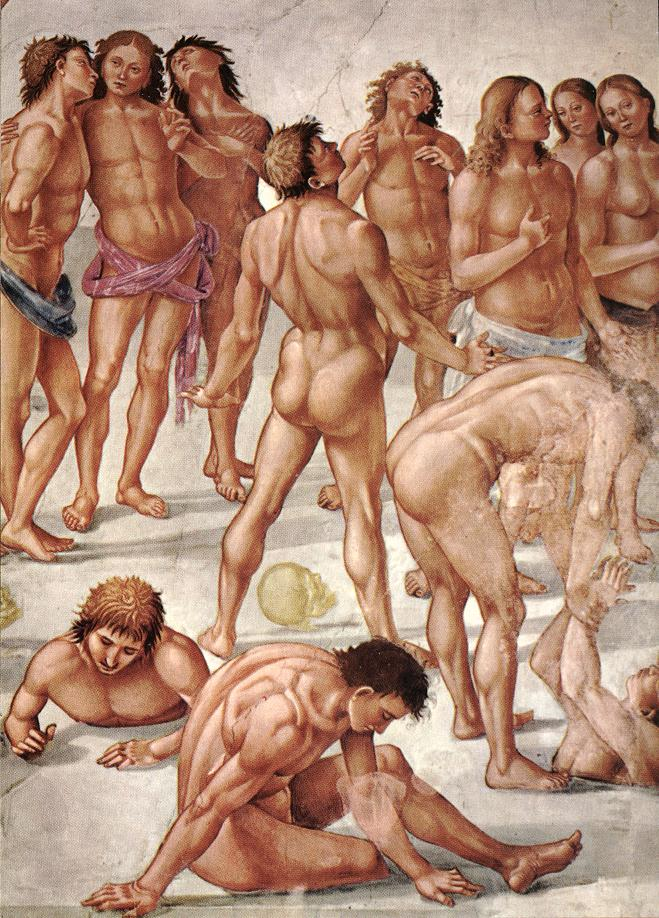
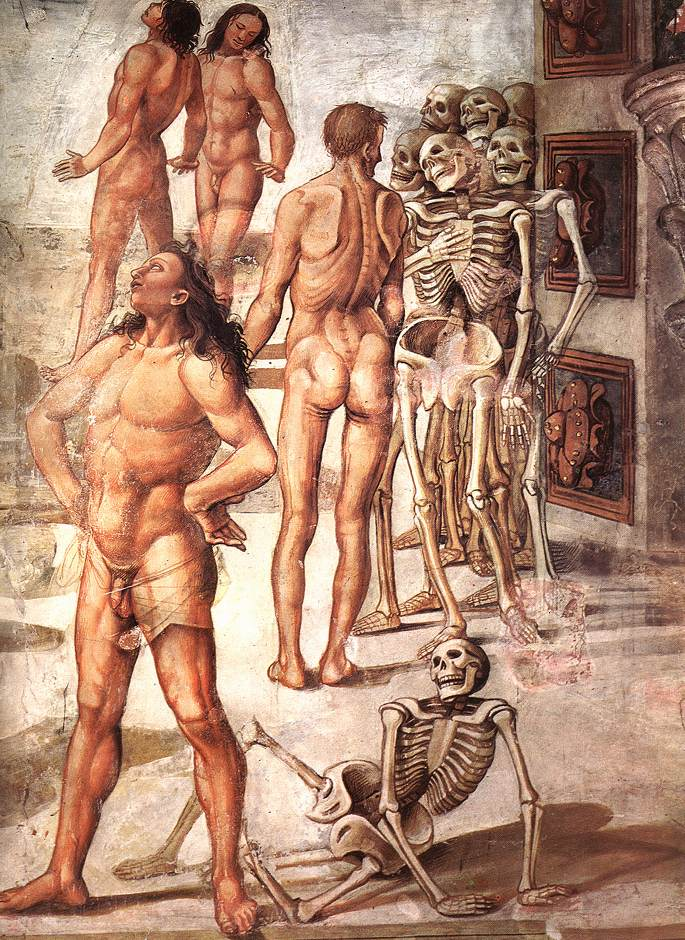

### Les Damnés et les Élus
Le cycle se poursuit sur la lunette de l'autel où, à l'ombre du Christ juge dans le caveau, les damnés sont séparés des bienheureux et dirigés respectivement vers le châtiment ou la récompense. La lunette est divisée en deux parties par la fenêtre.
Sur la droite, sous les yeux attentifs des Archanges, l'Antinferno est représenté à partir de la description de Dante dans l'Enfer. En effet, un groupe d'indolents utilise un démon portant une bannière blanche, tandis qu'au centre, Charon est prêt à transporter les damnés, destinés, plus bas, au jugement de Minos. Ce dernier est représenté au moment où il inflige la peine à un damné tenu par les cheveux par un démon, enroulant sa queue autour du corps autant de fois que le nombre du groupe auquel il est destiné. Plus loin, sur « l'avant-scène », un diable à chair bleue s'apprête à frapper un damné, le tenant par les cheveux : la grossièreté de la scène intéressa Michel-Ange, qui en fit une copie.
Dans la moitié gauche a lieu la Ascension des Élus, accompagnée d'anges musiciens et d'autres qui leur montrent le chemin. Le récit des bienheureux et des damnés continuent dans leurs lunettes voisines respectives.

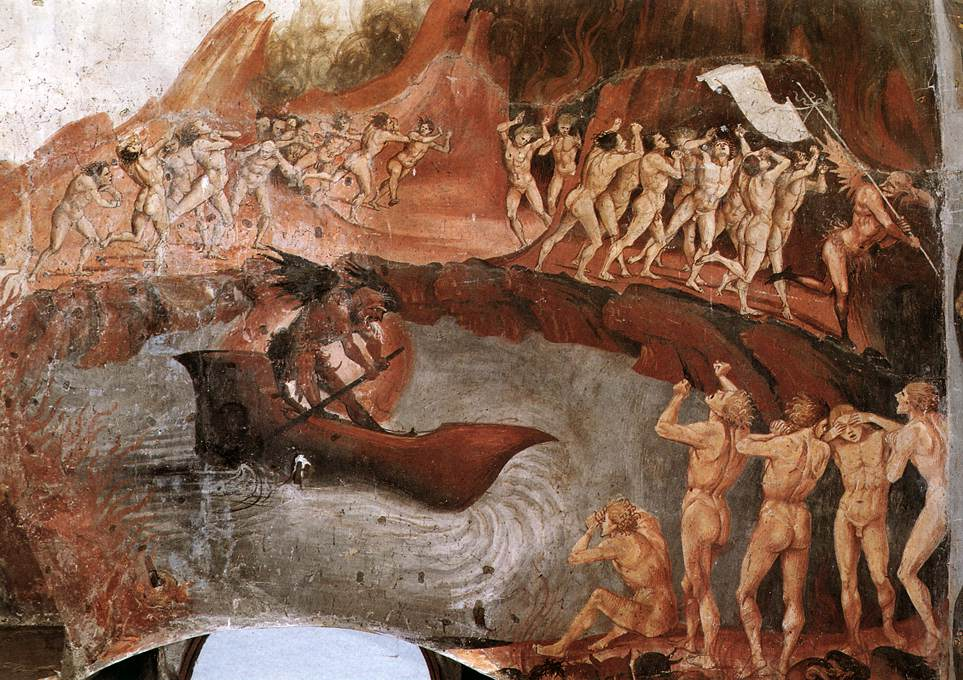
Antinferno.
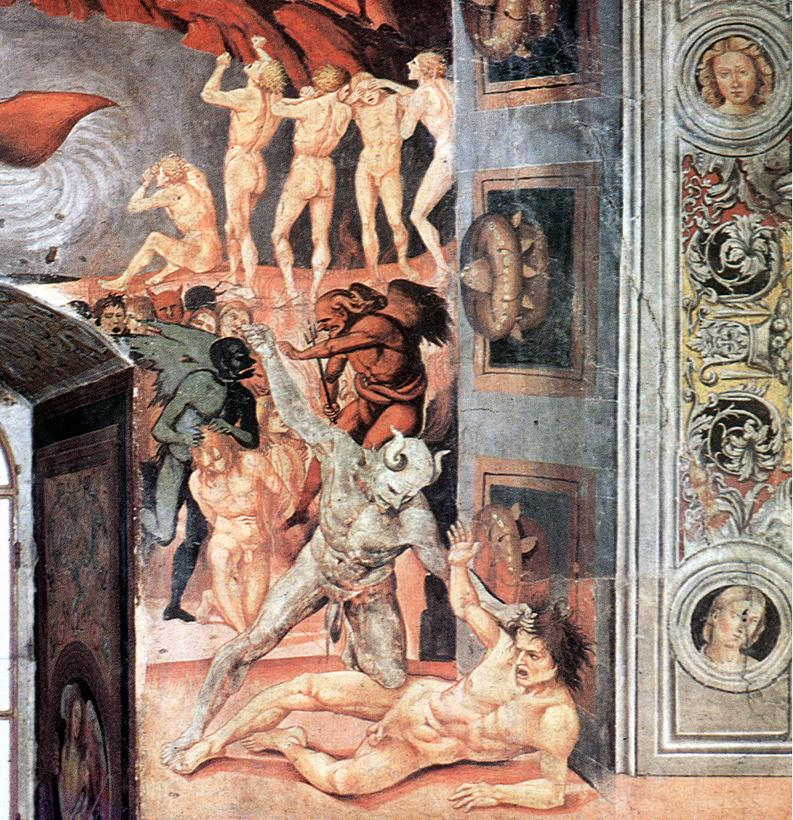
Détail.
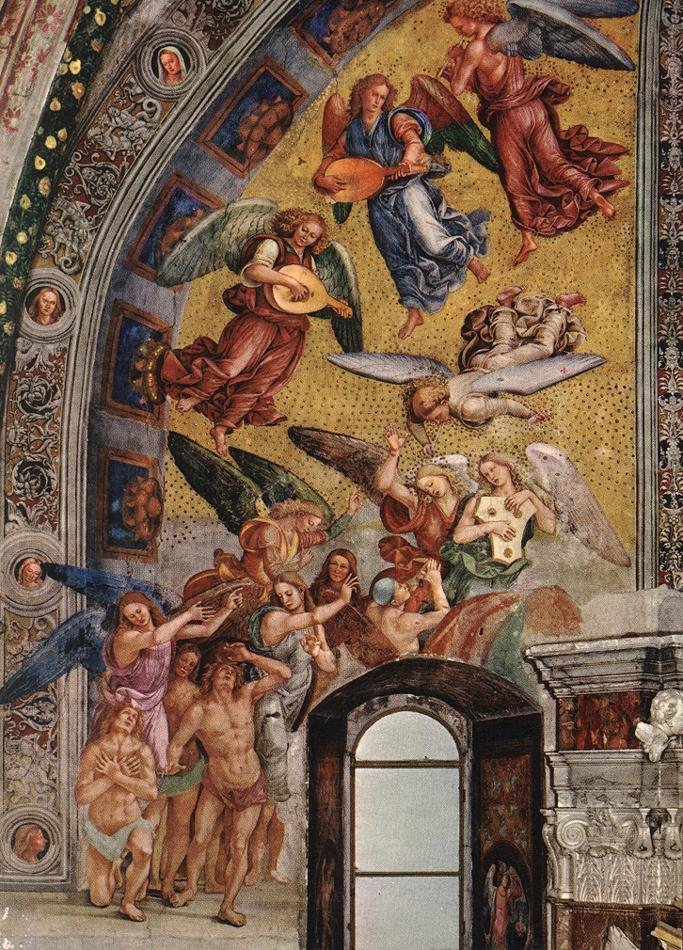
Ascension des élus.

### Les Damnés en Enfer
La deuxième lunette sur le mur de droite montre les Damnés en Enfer. Ce fut la première à être peinte et est l'une des plus réussies en termes d'immédiateté de l'image : en effet, le fourmillement de corps humains nus et de démons aux membres colorés est saisissant. C'est la scène la plus riche en inventions grotesques, blagues, allusions érotiques et salaces retrouvées.
Un détail célèbre est celui du démon volant portant une pécheresse plantureuse sur ses épaules et la regardant en souriant, visiblement satisfait de sa proie. Un autre damné, dans la mêlée, est attaqué par derrière par un démon qui lui mord l'oreille et devant eux, une femme rondelette est soulevée contre son gré par un démon bleu avec une corne sur le front : c'est un autoportrait de Signorelli, faisant évidemment allusion à une liaison « privée » certainement connue à l'époque avec la femme blonde, qui lui a peut-être été infidèle ; il l'a dépeinte dans de nombreuses damnées (dont celle sur le diable volant et celle au premier plan hurlant alors qu'un diable pend au-dessus d'elle, l'arrêtant avec son pied), ainsi que dans la prostituée de la scène de l'Antéchrist.
Le spectacle infernal et chaotique est contrasté par la tranquillité sereine des archanges en armure à droite, qui gardent la scène avec le calme des vainqueurs.
Pour donner un maximum d'évidence plastique aux figures, le peintre a utilisé ici la technique du coup de pinceau croisé.

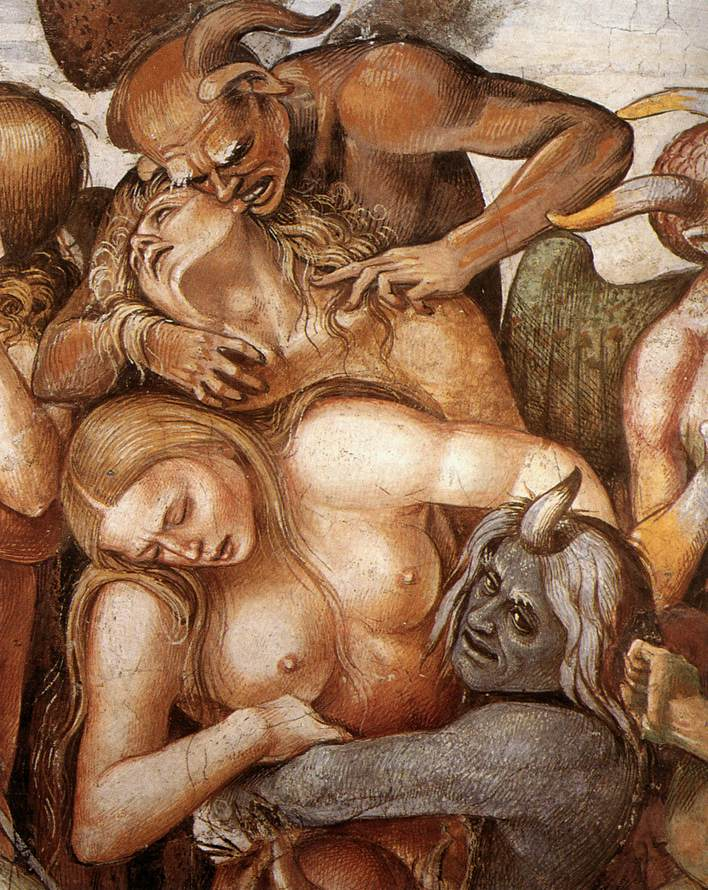
Détail
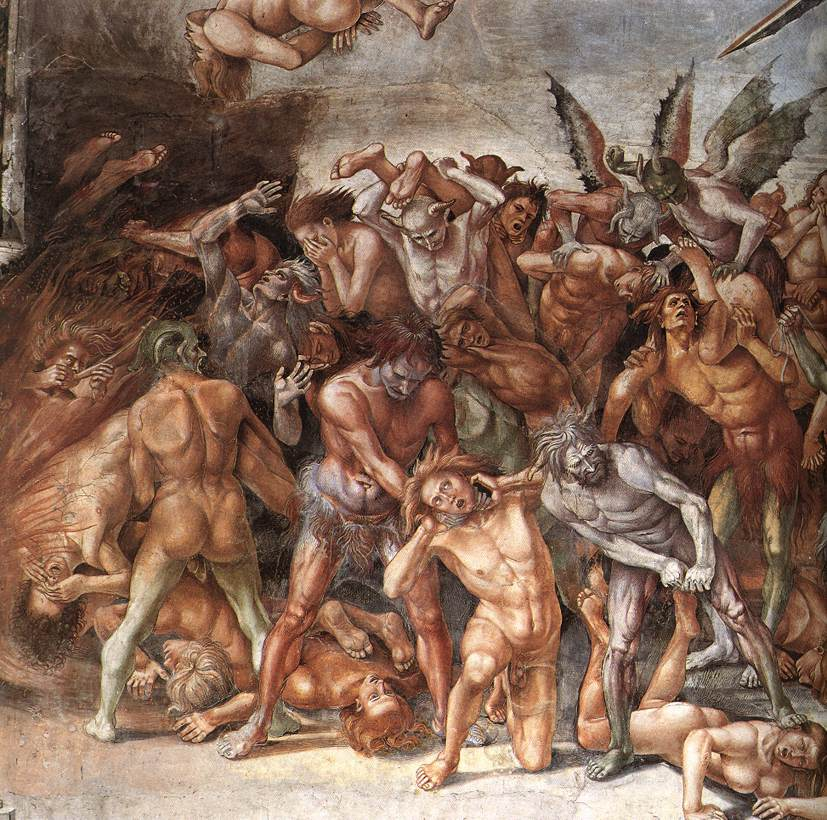
Détail.
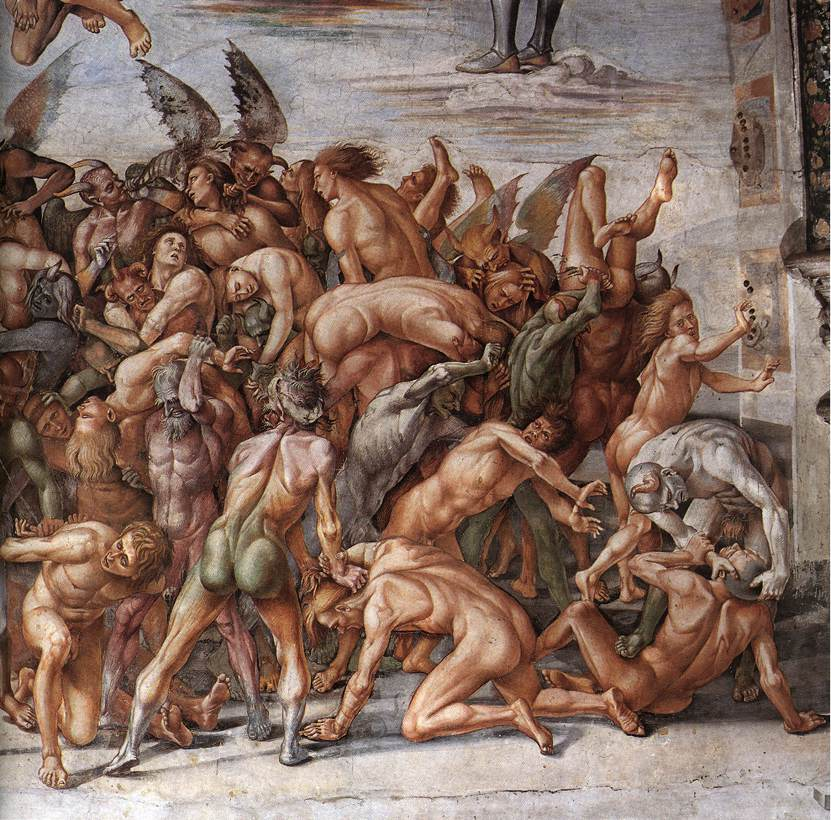
Détail.
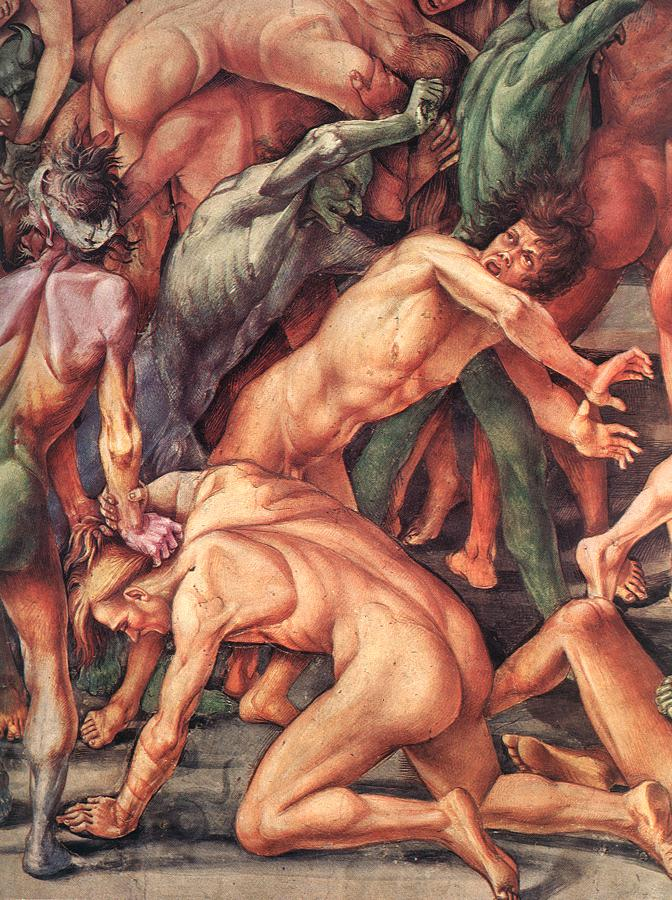
Détail.

### Les Bienheureux au Paradis
La deuxième lunette à gauche clôt le cycle avec les Bienheureux au Paradis. Si dans les parties démoniaques Signorelli a su donner le meilleur étalage d'inventions curieuses et étonnantes, le Paradis apparaît précis dans l'anatomie, agréable, mais pas à l'abri d'un sentiment de lourdeur et d'ennui.
Les personnages, conformément aux préceptes théologiques, sont représentés dans leur maturité, exprimant une sérénité sereine. Au sommet, neuf anges tiennent un concert, avec une description précise des instruments de musique. Au centre, deux autres anges éparpillent des roses et des camélias sur les bienheureux même si les fleurs, peintes à sec, sont à peine visibles aujourd'hui.

Détails.
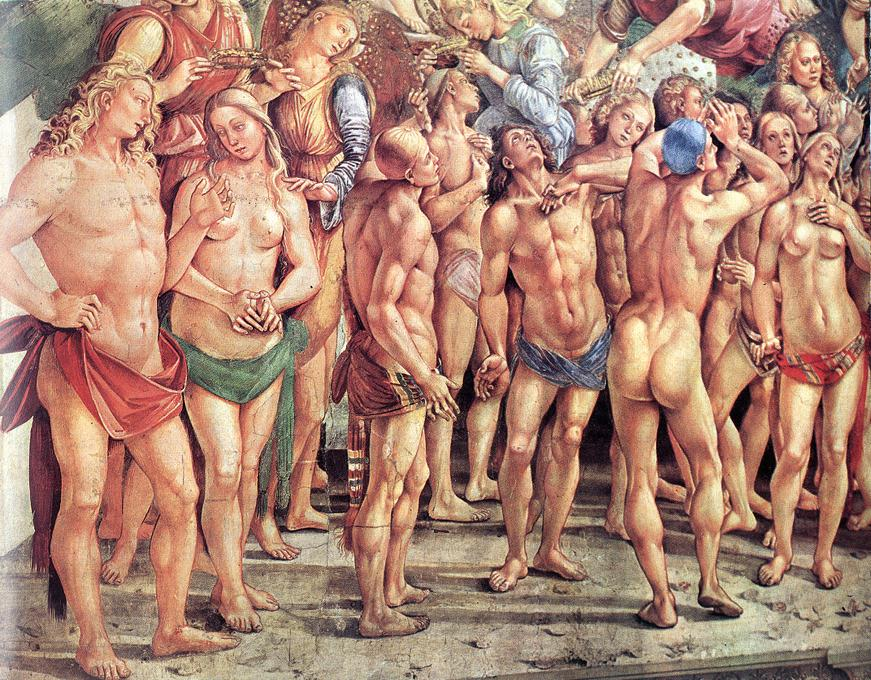
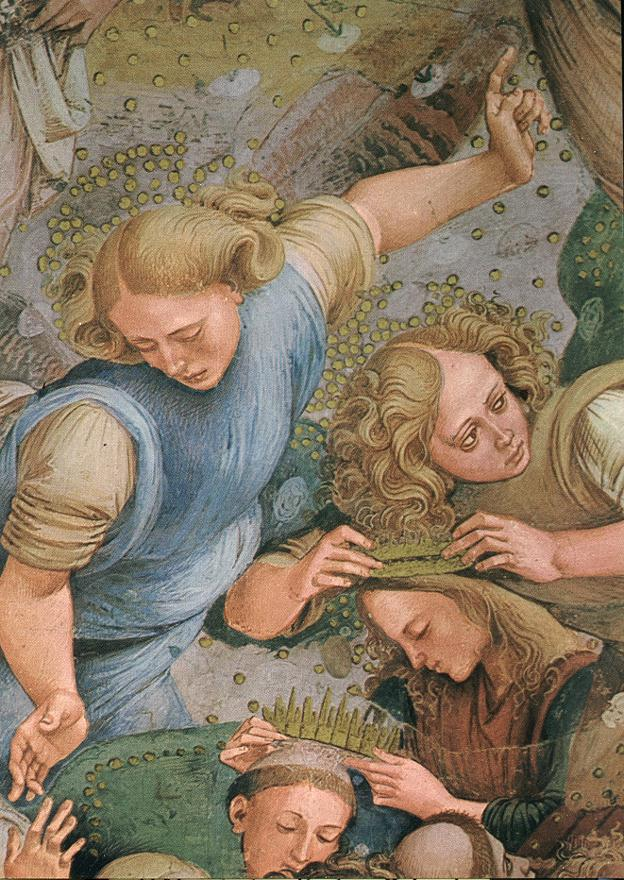

### Soubassement

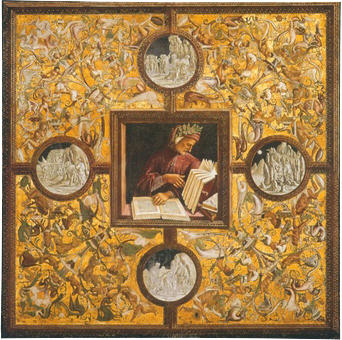
Dante.

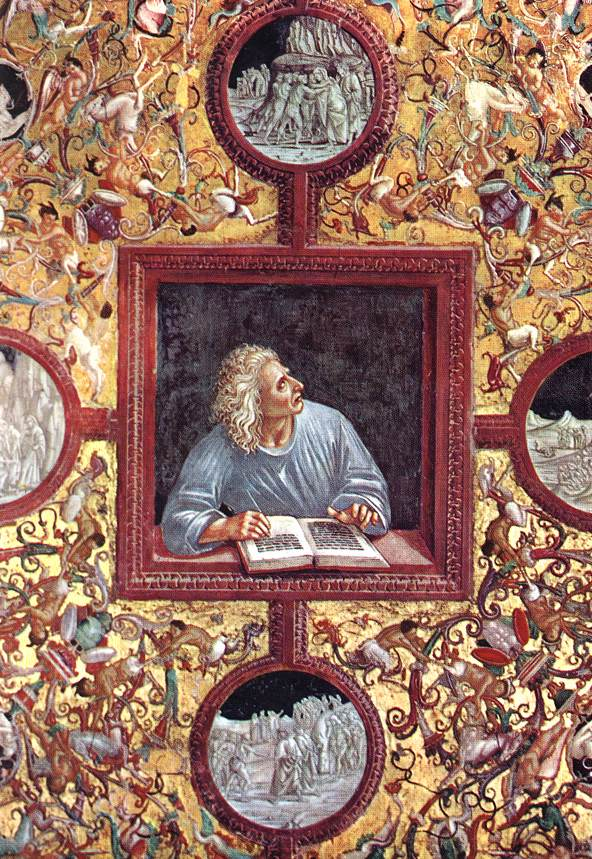
Virgile.

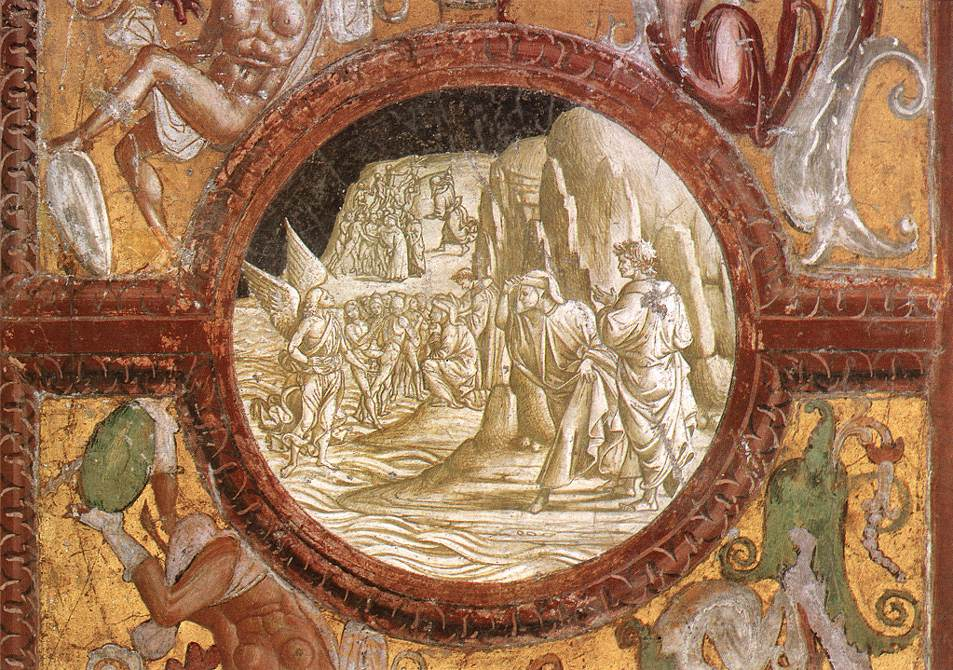
Arrivée de l'ange au Purgatoire.

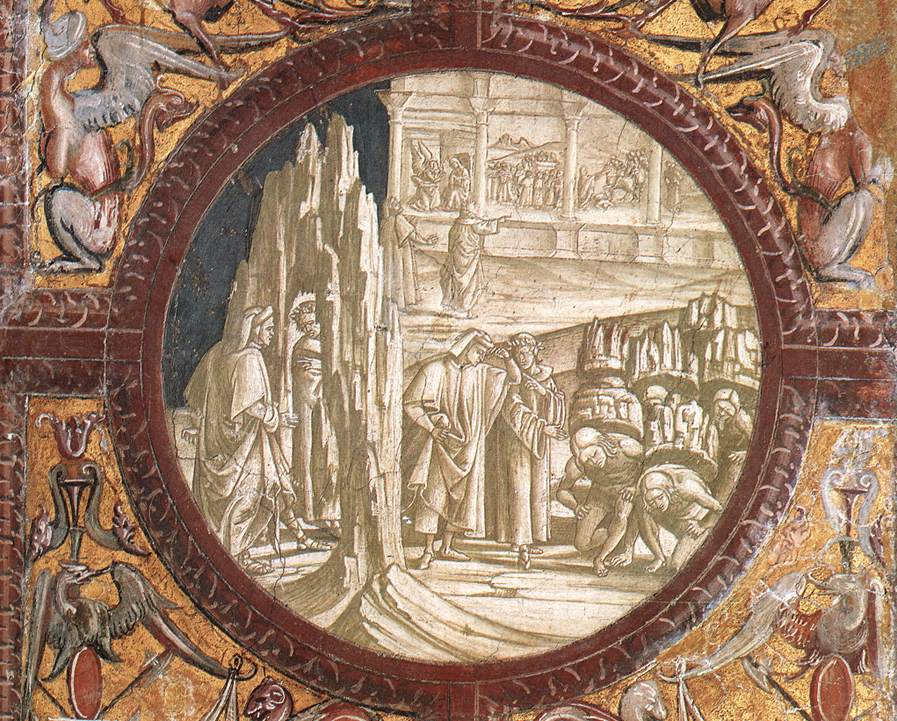
Entrée au Purgatoire.

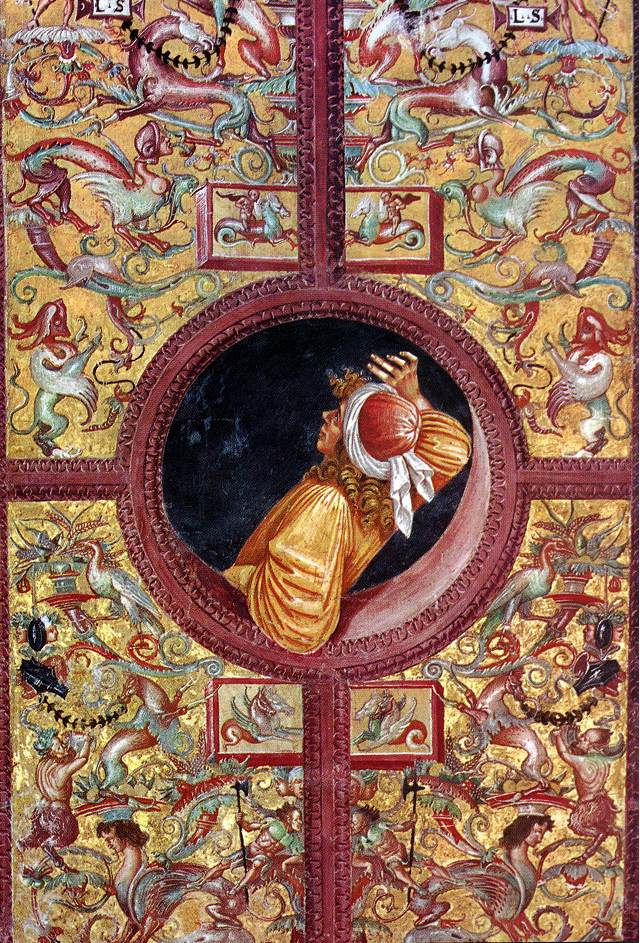
Mur d'entrée dit d'« Empédocle ».

Le cycle des personnages illustres, probablement inspiré du studiolo de Frédéric III de Montefeltro à Urbino, a été réalisé en créant une partition décorative complexe qui comprend des grotesques, qui connaissaient à l'époque un premier pic de popularité, et des scènes monochromes qui, dans certains cas, aident pour identifier le personnage illustré. Hormis le célèbre et incontournable portrait de Dante Alighieri et les nombreuses illustrations du Purgatoire, l'identification des autres personnages et scènes a toujours rencontré des difficultés. La description la plus corroborée jusqu'à la restauration de 1996, était celle du XIXe siècle de Ludovico Luzi, qui était basée sur un triplet du quatrième chant de  l'Enfer, qui répertorie, dans l'ordre, Virgile, Homère, Horace, Ovide et Lucain comme présents dans les Limbes.
Des études plus approfondies ont plutôt relu les personnages et clarifié le sens de nombreux monochromes, établissant que la série est essentiellement liée à une série de poètes qui, dans leur travail, ont décrit l'Oltremondo, corrélé, dans le thème général du cycle, à la préparation de l'âme en vue du Salut au jour du Jugement.
Les grotesques, exploitant un schéma déjà utilisé par Pinturicchio dans la partie inférieure de certaines pièces des appartements Borgia, fourmillent de personnages divers, faisant souvent allusion aux tourments et aux aspirations de l'esprit, selon la logique typiquement platonicienne de la dualité entre la condition physique de l'homme et la charge des plus hautes aspirations. Même dans ces partitions, pour une grande partie réalisées par l'atelier, les inventions fascinantes et expressives ne manquent pas, évitant l'utilisation d'un répertoire répétitif et faisant preuve d'imagination, ce qui permet d'obtenir des résultats d'une aisance et d'un plaisir admirables, comparables uniquement aux grisailles contemporaines de Filippino Lippi dans la chapelle de Filippo Strozzi à Florence.
Même les candélabres anthropomorphes qui animent les pilastres sont peuplés de corps nus dans des poses diverses, dans des compositions violentes qui se croisent « comme dans une décharge électrique certains entrelacs végétaux ou certains rassemblements bizarres de tritons et de naïades ».

#### Mur de gauche
Sur le mur de gauche, est représenté Salluste, auteur du la Conjuration de Catilina (De Coniuratione Catilinae), qui serait illustré dans le tondo supérieur à gauche par  Le Discours de Catilina aux conspirateurs et  La Consternation du peuple, tandis que le tondo inférieur, à peine lisible, pourrait décrire  La Mort de Catilina. Sur la frise au-dessus de l'entablement, figurent deux Satyres, l'un vendangeant et l'autre en train de presser le raisin, tirés des thèmes dionysiaques, déjà réinterprétés par l'Académie platonicienne de Florence dans une tonalité chrétienne. 
De là, il est possible d'accéder à la Cappellina Gualterio du XVIIIe siècle.
Le deuxième panneau montre Dante en train de lire, avec les médaillons illustrant des scènes du Purgatoire : au registre inférieur, La Rencontre de Dante et Virgile avec Caton (chant I) ; à gauche L'Arrivée de l'ange au Purgatoire (avec un malentendu sur le « récipient » de Dante, confondu avec un petit « récipient » placé dans la main de l'ange),  Les Âmes s'émerveillant de voir un homme vivant et Casella s'avançant pour embrasser Dante (chant II); au registre supérieur, La Rencontre avec Manfredi (chant III); à droite L'Ascension du Mont, explication de la position du soleil à gauche, Les Neghittosi et Conversation des deux poètes avec Belacqua (chant IV) .
Le troisième panneau montre peut-être Caecilius Statius, un poète latin qui a été mentionné par Dante comme l'un des personnages du Purgatoire pour s'être secrètement converti au christianisme. Le poète est représenté face à l'autel, comme s'il recevait l'illumination divine. La série d'illustrations du Purgatoire de Dante se poursuit dans les médaillons : l'insistance sur le deuxième cantique est après tout justifiée par l'absence, dans les fresques des lunettes, de mentions du purgatoire, alors que l'Enfer et le Paradis sont largement représentés. Les illustrations de Dante par Signorelli sont très suggestives, avec une interprétation à travers des images évocatrices qui ont été comparées à la sensibilité visionnaire moderne de Johann Heinrich Füssli ou William Blake.
En dessous, est figuré Virgile reproche à Dante de s'attarder avec une âme qui l'avait reconnu comme vivant, tandis qu'un autre groupe de pécheurs (« les morts violents ») arrive qui, chantant le Psaume 51 (50) (Miserere), est interrompu en voyant l'ombre que projette le poète ; au-dessus des âmes se pressent autour des poètes pour demander un droit de vote ; à gauche, La Rencontre et accolade avec Sordello ; à droite, illustrations du chant VII, avec les âmes des négligents qui regardent l'arrivée de deux anges qui avec des épées tentent de chasser un serpent, symbole de la Tentation, tandis qu'en arrière-plan Dante s'entretient avec Ugolino Visconti et reçoit la prophétie de exil de Corrado Malaspina. Quatre autres tondi, dans le même panneau, mettent en scène les travaux d'Hercule : Hercule et le Lion de Némée, Hercule et l'Hydre de Lerne, Hercule et le Taureau crétois, Hercule et Cacus.

#### Mur du fond
Sur le mur du fond, deux rectangles horizontaux sont entrecoupés d'un tondo, dans lesquels se poursuivent les scènes de Dante. Au registre supérieur, Dante rêve de l'aigle tandis que derrière lui Virgile et sainte Lucie parlent du transfert du poète endormi à l'entrée du Purgatoire, suivi par la Porte du Purgatoire et l'ange armé d'une épée et Dante prosterné demandant à entrer dans le second royaume. Dans le cercle du milieu, les deux poètes, entrés au purgatoire, continuent sur une route étroite, suivi du Transfert de l'Arche Sainte par ordre de David et Trajan et la veuve ; dans la dernière séquence, Dante regarde vers certaines âmes que Virgile lui a indiquées comme d'éventuels informateurs sur le chemin. Dans le rectangle inférieur figure Dante rencontre les trois superbes.
Le compartiment à côté de l'autel montre deux cocardes avec un rectangle au milieu. Dans le premier tondo, une femme allaite un enfant et une étendue lui mord les mains ; dans le rectangle, figurent deux scènes du premier livre de l'Énéide ; le tondo inférieur a été perdu avec l'insertion de l'autel.
Au centre, derrière l'autel, il devait y avoir un carré avec Virgile, qui a été perdu : seul demeurent le tondo supérieur avec Hercule et Pholos (Enéide VIII, 293-294) et un rectangle avec les événements peut-être liés à Déiphobe (Enéide VI, 494-530). Les fresques recouvertes de chaux au XVIIIe siècle ont été partiellement récupérées et leur cohérence fait l'objet d'une vidéo qui est projetée à l'entrée de la chapelle. En plus du cadre du panneau de l'illustre personnage, le tondo supérieur représente la mise à mort d'un homme ; la frise représente un camée avec un triton frappant une personne couchée avec une épée ou une autre arme pointue. Les grotesques de cette zone, au lieu des figures mutantes habituelles, montrent deux démons dressés et spéculaires, avec des crânes chauves et sphériques et des oreilles pointues. Au-dessus de l'entablement, un homme couché, enveloppé de flammes, se mord la main gauche : il pourrait s'agir de Caïn, qui prend conscience de son crime. Cette figure, au centre idéal du mur du fond et donc de toute la chapelle, éclaire le thème du sacrifice de toute la décoration.

#### Mur de droite

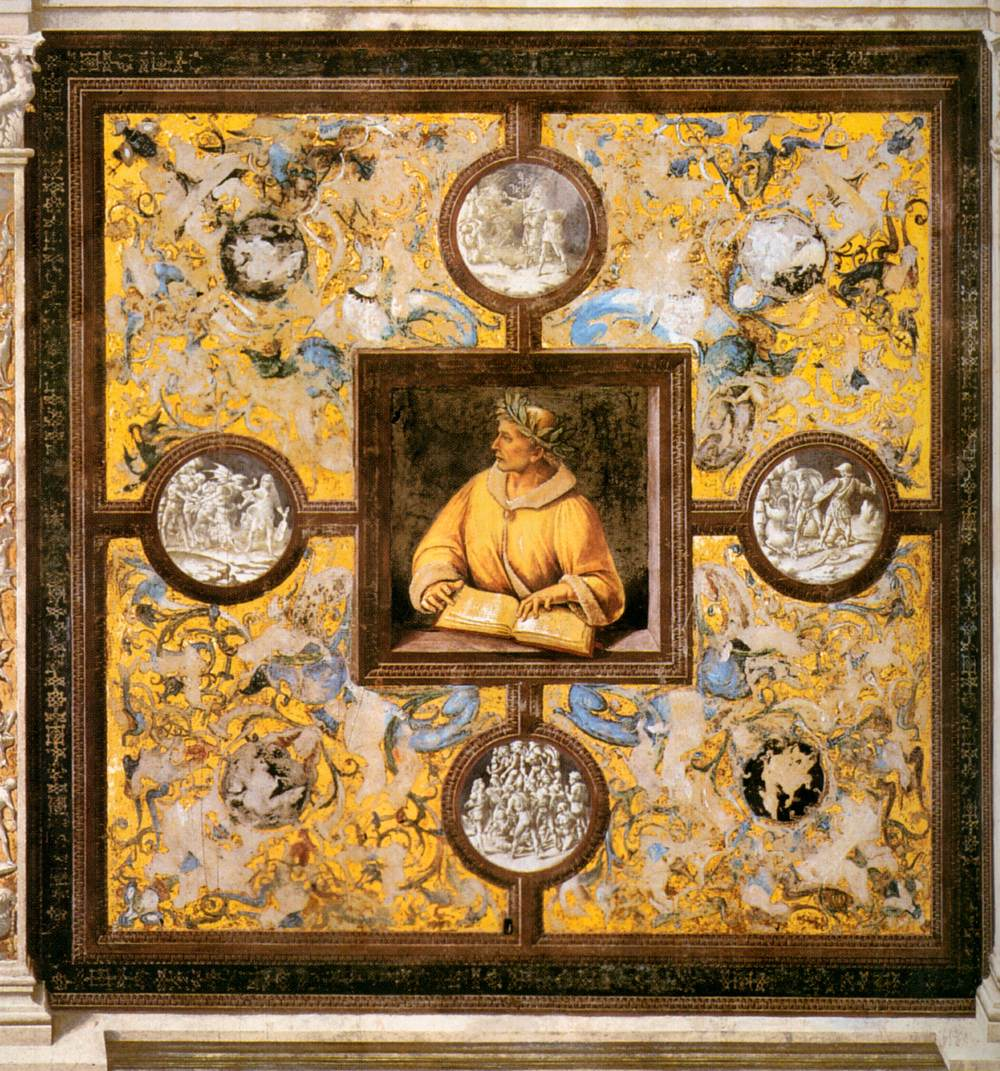
Ovide.

Le compartiment à droite de l'autel montre un tondo entre deux rectangles horizontaux, avec des scènes infernales tirées des Métamorphoses d'Ovide : Damnés persécutés par des démons, Persée libérant Andromède et Émeute au palais de Céphée.
En continuant sur le mur de droite, Claudien se reconnaît parmi les scènes de son De raptu Proserpinae : dans le tondo inférieur Pluton dans les ravins de l'Etna portant son char sur le dos d'Encelao, au-dessus Proserpine errant sur les pentes de l'Etna avec Vénus, Minerve et Diane, à droite L'Enlèvement de Proserpine, à gauche Cérès cherche la fille kidnappée.
Le deuxième panneau montre un poète couronné, peut-être  Ovide , parmi quatre tondi avec des scènes des Métamorphoses : au-dessus, la Sibylle tenant la branche de laurier indiquant les Enfers grecs, Énée et l'âme d'un défunt, peut-être Anchise, dessous Orphée aux enfers pour récupérer Eurydice, à gauche Orphée enlevé des démons et Eurydice tenue en enfer, à droite, Hercule capture Cerbère dans l'Hadès.
La chapelle des Corpi Santi vient ensuite. L'encadré suivant montre peut-être Tibulle, couronné de feuilles de chêne pour ses mérites militaires, tenant à la main une lettre qui rappellerait les Epistolae amatoriae qu'il a écrites. Les deux cycles survivants doivent probablement être lus comme les horreurs de la guerre à l'ère de Jupiter par opposition à la paix et à la prospérité à l'ère de Saturne. Dans la frise au-dessus, deux tritons évoquent le Phénix depuis un brasier, référence mythologique qui implique la Résurrection de Jésus.

#### Mur d'entrée
Deux oculi sont peints à fresque sur le mur d'entrée, avec deux hommes : à gauche, presque illisible en raison de l'attachement au XVIIIe siècle du monument funéraire au cardinal Ferdinando Nuzzi, enlevé au XIXe siècle, un homme ordinaire est face à l'autel et donc au Salut ; à droite un autre homme du peuple (déjà identifié à Empédocle sans preuve à l'appui), qui s'émerveille de la manifestation des derniers jours, en contraste évident avec l'acceptation prévoyante de l'autre.

## Chapelle des Corpi Santi
La chapelle, creusée dans l'épaisseur du mur droit, contenait les corps des saints Faustino et Pietro Parenzo dans un sarcophage toujours en place, objet de grande dévotion dans la ville. Sous les étagères qui soutiennent le coffre en marbre, Signorelli a peint une touchante Lamentation du Christ mort entre les deux saints d'Orvieto, une fresque d'un grand pathétique surtout si elle est lue à la lumière de l'histoire de Vasari selon laquelle dans le corps du Christ, l'artiste représente celui de son fils Antonio qui vient de mourir de la peste à Cortone, en 1502. La scène serait en fait une réplique dédicacée de la Lamentation du Musée diocésain. Sur les côtés de la chapelle on peut voir les scènes du martyre des deux saints.

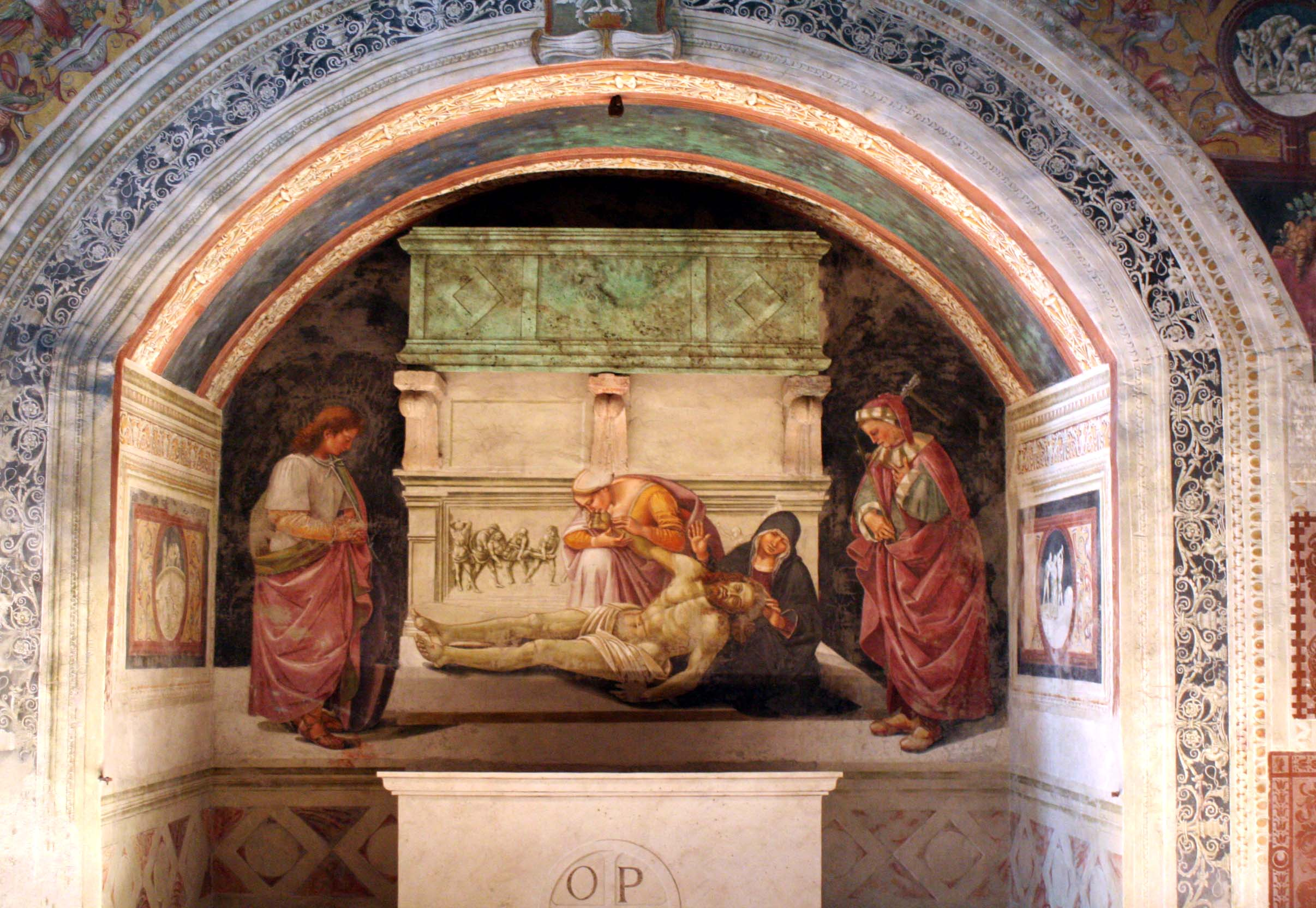
Chapelle des Corpi Santi.
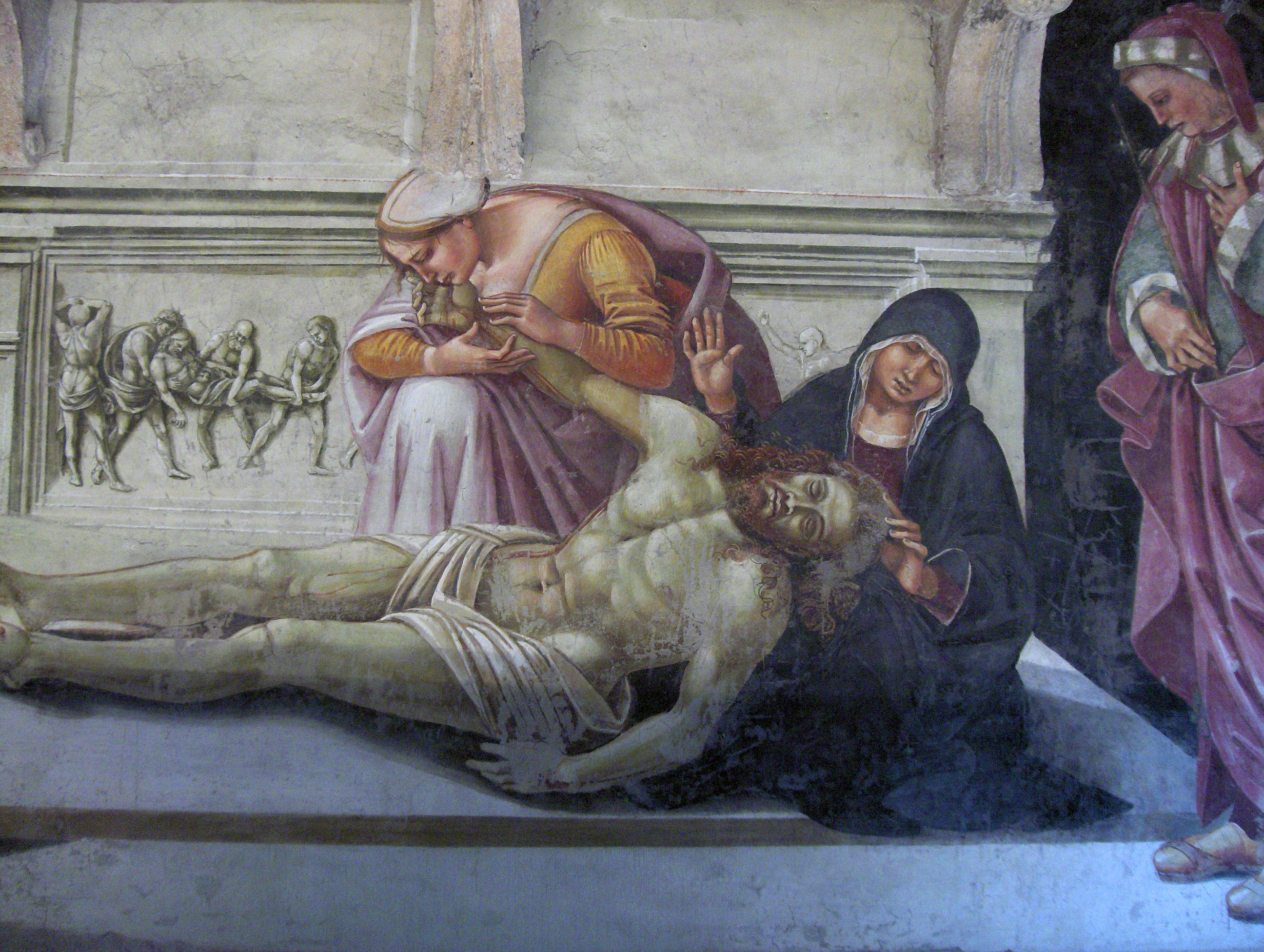
Lamentation.
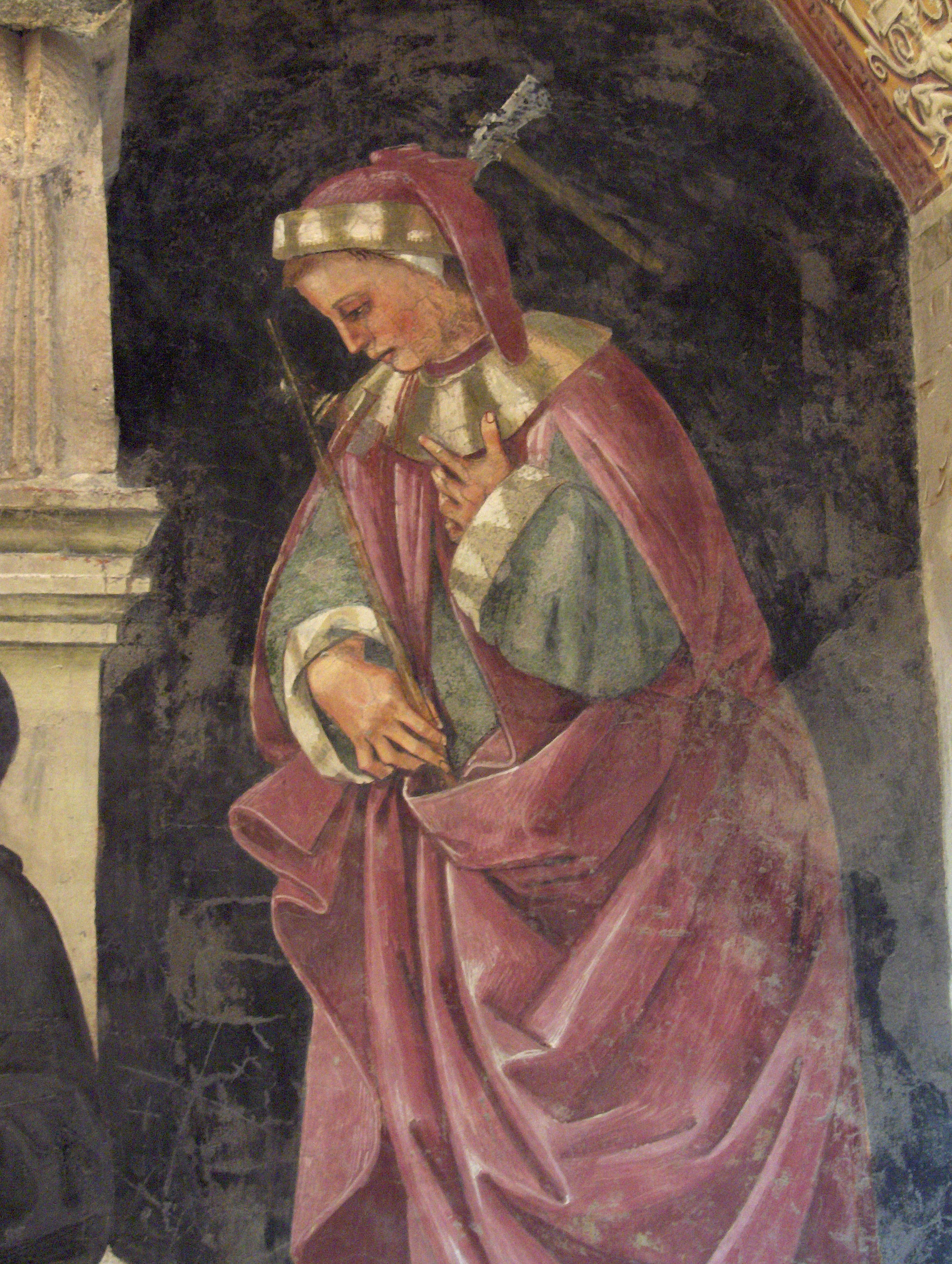
Saint Pietro Parenzo.

## Chapelle Gualterio
Sur le mur de gauche se trouve la petite chapelle Gualterio, achevée en 1736. L'autel, décoré de marbre polychrome, a été achevé vers 1724 et conserve une petite toile avec les Saints Charles, Jean-Baptiste, Jean l'Évangéliste, Marie Madeleine et Agnès, de Ludovico Antonio Muratori (1724).

## Analyse
Signorelli recherche l’effet d’ensemble, par exemple dans le Jugement dernier, accompagné de représentations de type architecturaux comme la colonnade de la partie inférieure ou bien les fenêtres où apparaissent des personnages illustres (Dante, Virgile, Ovide  qui lisent des livres ou des codex, et Empédocle regardant au-dehors de son cadre, tous appuyés sur le rebord), en un jeu d’illusions et de perspective qui donne la sensation d’entrer dans la scène peinte. Dans ses compositions, et notamment dans l’Enfer, Signorelli, s’inspirant de Dante, cherche moins à rendre la gloire divine qu’à exprimer le sentiment des êtres humains devant une réalité terrifiante. L’artiste se concentre ainsi sur les êtres qui souffrent dans leur âme et leur corps, dépeint dans un style naturaliste, et qui supplient en exprimant une vaine révolte contre leur sort. 
Cette œuvre de synthèse conserve la tradition des Enfers médiévaux en la transposant dans un groupe compact. Ces fresques constituent un véritable répertoire de formes devant lequel l'inquiétude de Michel-Ange viendra songer : conquête plastiques du Quattrocento et montée des inquiétudes spirituelles y trouvent une expression non plus codifiée, mais personnalisée, actuelle et vivante. 

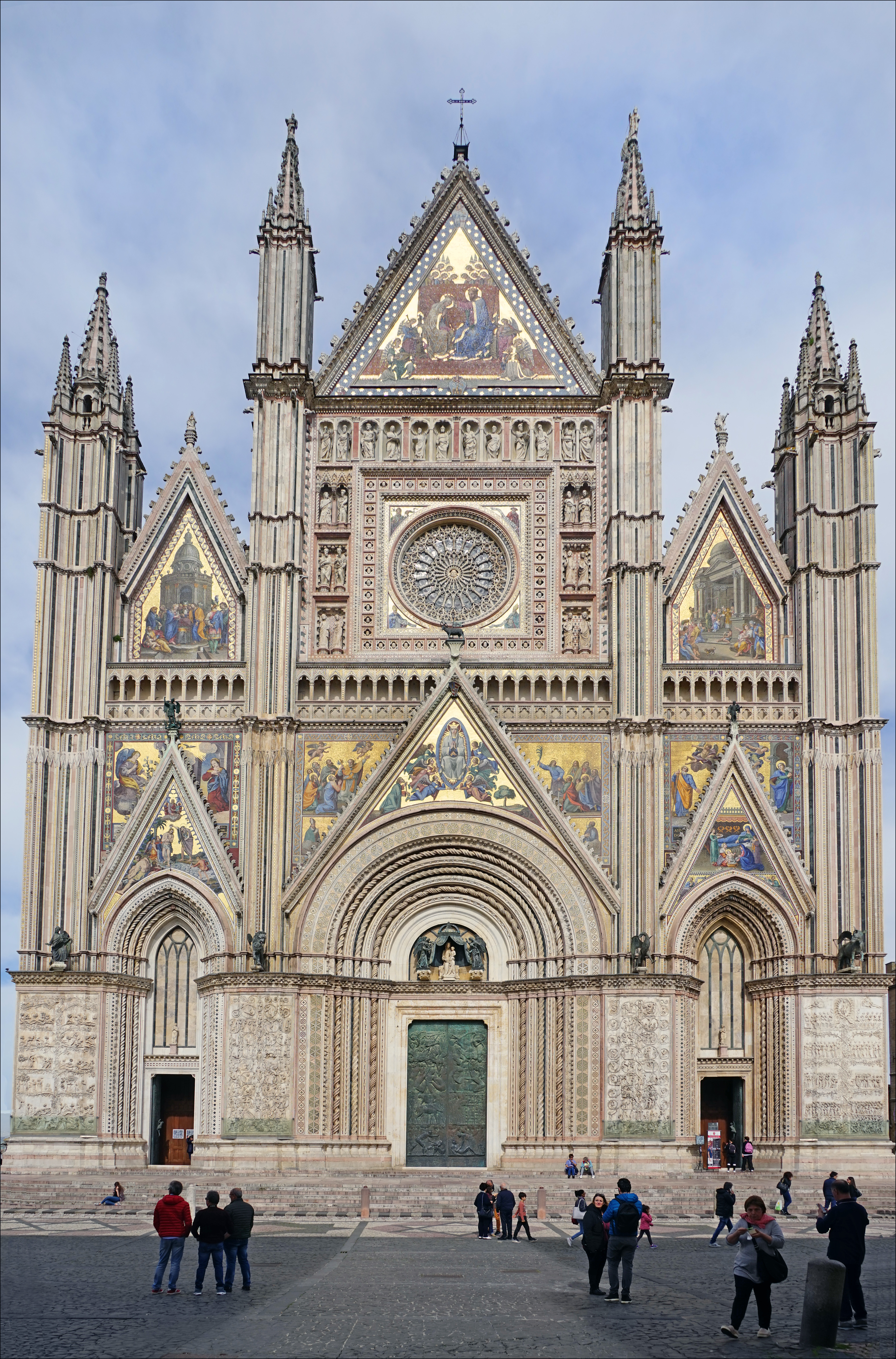
Cathédrale d’Orvieto